# Jacint Verdaguer i Santaló
Jacint Verdaguer i Santaló   (Folgueroles, 17 de maig de 1845 - Vallvidrera, 10 de juny de 1902) fou un prevere i destacat poeta en llengua catalana. Verdaguer és una de les grans figures de la Catalunya moderna. Poeta romàntic, adscrit a la generació de la Restauració de 1874, que en el marc de la Renaixença tornà a situar la llengua catalana en la categoria de llengua literària.

## Biografia

### Infància i joventut

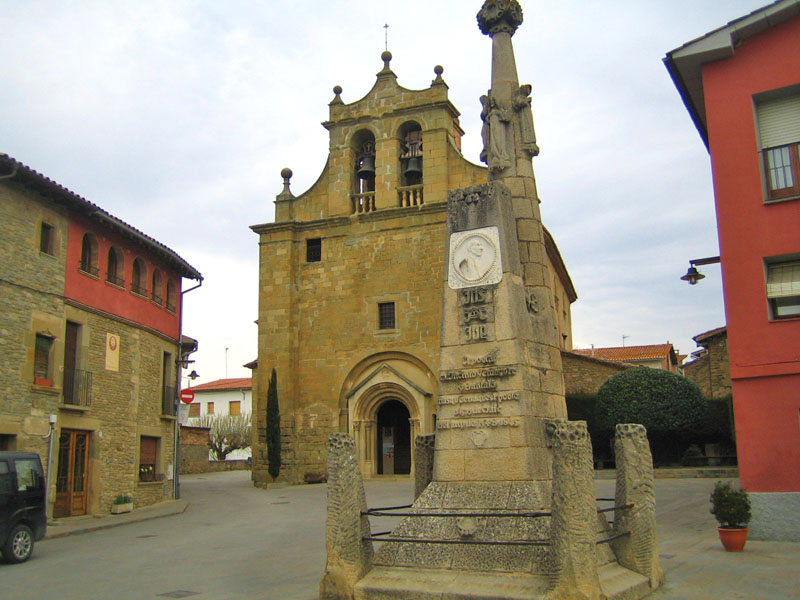
Folgueroles, actual plaça Verdaguer: església i monument dedicat a l'autor, obra de l'arquitecte Josep Maria Pericas, 1908

#### Primers anys a Folgueroles
Va ser el segon fill de vuit, dels quals només en sobrevisqueren tres. Els seus pares eren de condició modesta, però amb un cert nivell cultural. El pare, Josep Verdaguer i Ordeix, era mestre de cases i pagès; la mare, Josepa Santaló i Planas, era una dona aficionada a la lectura i molt devota que va exercir una gran influència sobre Verdaguer, ja que va encaminar-lo, d'una banda, cap a la carrera sacerdotal; i, de l'altra, cap a la literària, com el mateix autor va fer palès en una carta al seu amic i mentor Marià Aguiló: «[…] fou la dona que amb la seva llet em feu mamar la poesia».
Verdaguer va ser escolaritzat de ben petit. En aquells anys, l'escola de Folgueroles estava situada a la plaça de l'Església –actual plaça Verdaguer–, davant de la casa familiar. El poeta hi va aprendre les beceroles i les quatre regles. En el seu poema A la Verge, Verdaguer fa una emocionada semblança del seu mestre, Martí Safont:
El mestre era un vellet; sa barretina
més llarga era bon tros que sa ciència,
mes, quina font més pura sa doctrina!
quin mirall tan hermós sa consciència. (A la Verge, Aires del Montseny)
Verdaguer, alhora, va copsar tots els elements que envolten la vida d'un petit poble i que van ajudar a conformar el seu aprenentatge vital: les festes, els costums i les tradicions locals, els jocs a peu de carrer, els oficis antics i el cicle de les estacions, que marcava el "tempo" de les feines del camp i dels canvis anuals de la natura, i que, per al nostre autor, va ser una font constant de coneixements en botànica i ornitologia, entre d'altres.

#### Vic, anys de formació
El curs 1855-56, amb deu anys, va començar els estudis al Seminari de Vic. La formació acadèmica va durar quinze anys: primer, com a alumne extern del seminari; després, com a tridentí, destinat al sacerdoci. El pla d'estudis seguia tres etapes: humanitats i retòrica; filosofia i teologia, i moral, dret canònic i pràctica. Verdaguer va excel·lir, sobretot, en el que avui anomenem «cultura popular», marcada per la tradició oral. L'autor recull el lèxic i el folklore popular, els incorpora a les seves obres i en fa difusió entre els prohoms de la Renaixença (com Milà i Aguiló). Destaca la col·laboració amb Marià Aguiló, a qui Verdaguer enviava materials per bastir un corpus cultural popular català; també va contribuir a les recerques de Milà i Fontanals per al seu Romancerillo catalán, de 1882.
El Seminari Conciliar representava un pilar fonamental de la vida cultural vigatana. En l'època de Verdaguer, els seus alumnes arribaven al miler, i la seva biblioteca, fundada el 1806, va ser l'única de la comarca fins que es va crear la del Círcol Literari. A les aules del seminari, Verdaguer va fer amistats decisives, com el seu company Jaume Collell. El currículum acadèmic de l'autor va ser irregular. Tenia dificultats per a reeixir en els estudis superiors de teologia i filosofia (com va confessar ell mateix: es perdia entre els sil·logismes, i Déu li havia escassejat els dons de crític). Comptava, però, amb altres aptituds, sobretot en llengua, història o literatura.

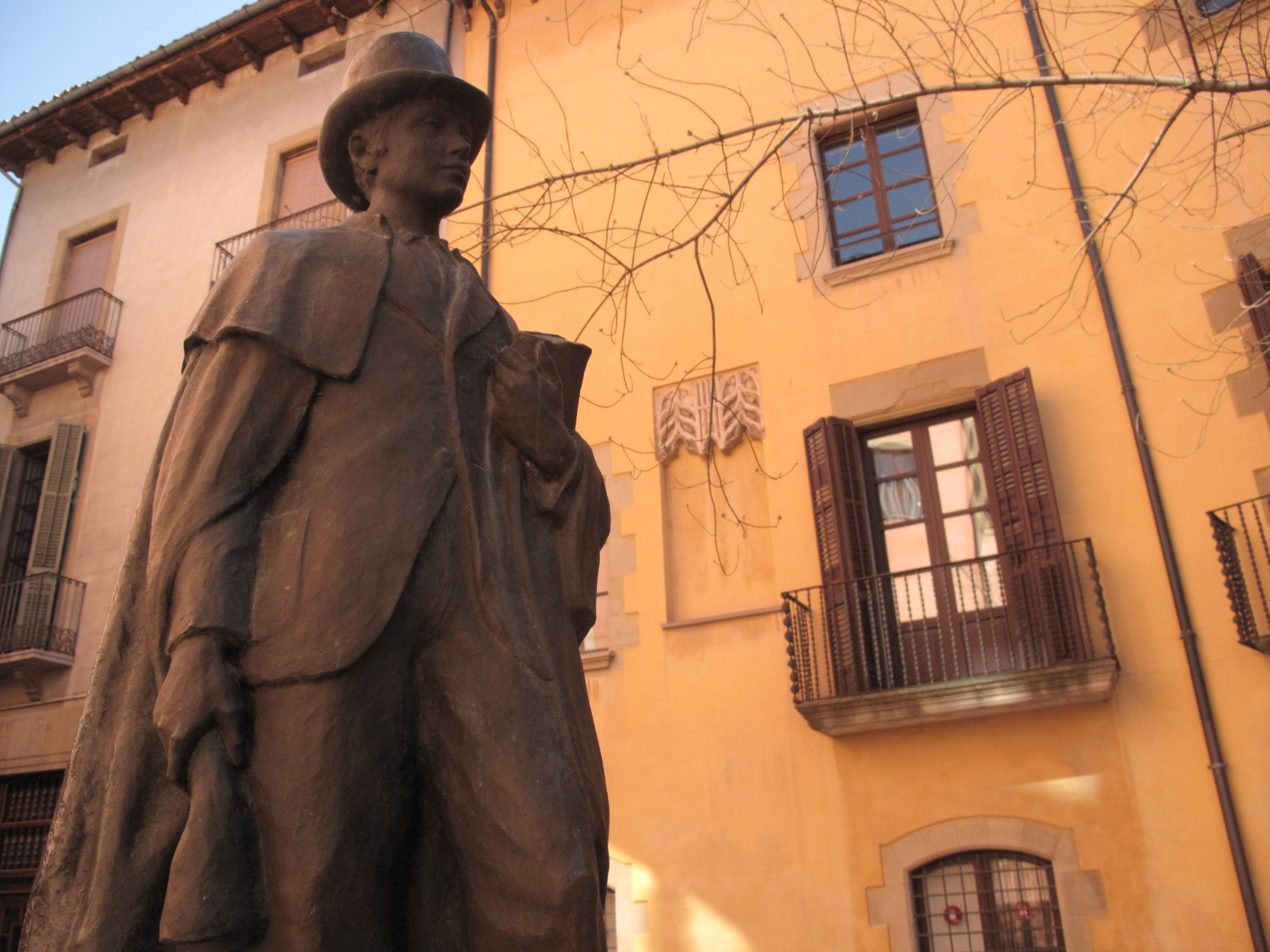
Plaça de Dom Miquel de Clariana amb el monument a l'Estudiant de Vic, obra de Joan Sugranyes, 1978

Durant la seva etapa de formació, en què el component literari pren especial rellevància, Verdaguer va completar el coneixement acadèmic a partir de la lectura dels clàssics grecollatins i italians, d'autors castellans del segle d'or, d'autors romàntics francesos i d'autors catalans de totes les èpoques. Al mateix temps, i en part gràcies al seu amic Jaume Collell, va freqüentar els grups literaris de Vic, en especial el "Círcol Literari", fundat l'any 1860.
El 1863 es va instal·lar a can Tona, una masia de Sant Martí de Riudeperes (avui, Calldetenes), on, a canvi de la manutenció, va alternar les tasques d'estudiant, mosso i mestre dels minyons de la casa. Verdaguer va fer referència poètica al seu doble aprenentatge vital amb uns versos de caràcter popular i plens de sentit:
Poeta i fangador só
i en tot faig feina tan neta,
que fango com un poeta
i escric com un fangador.
Can Tona emmarca l'aparició de les seves primeres obres literàries de temàtica patriòtica, històrica, poemes d'estil popular i de caràcter amorós; entre els més destacats hi trobem: Amors d'en Jordi i na Guideta, redactat el 1865, poema escrit sota influència de Mirèio (1859), de Frederic Mistral, i Jovenívoles. Primeres poesies d'un fadrí de muntanya, recull de poemes elaborats en la dècada dels 1860, publicats pòstumament pel seu primer editor, Francesc Matheu, el 1924. Es tracta del conjunt més antic i representatiu de poesia amatòria de Verdaguer, tot i que el recull inclou altres poemes de caràcter jocós i costumista. Va abandonar aquest tipus de poesia quan es va decidir per la carrera eclesiàstica.
Sembla un camp de roselles
la plaça atapeïda
de mocadors vermells,
de llargues barretines,
i gent i bestiar
encara a doll hi arriben:
brama l'ase aureiut,
salta la mula guita,
bela el tendre anyellet
i el cavallàs renilla,
conta lo mercader,
lo quinquillaire crida,
canta el pobre ceguet,
mes les minyones frissen
que, venuda la fruita,
que a adinerar venien,
amb sos enamorats
feta petar una mica,
baixen los ulls en terra,
veuen que l'ombra minva,
veuen que cada punt
se van tornant més xiques;
alcen los ulls i veuen
que el sol se'n va a migdia,
i han de deixar el galan.
Ne sou de plànyer, nines;
però als que us planyen més
també els puny, ai!, l'espina.

### Inicis de la carrera literària i eclesiàstica

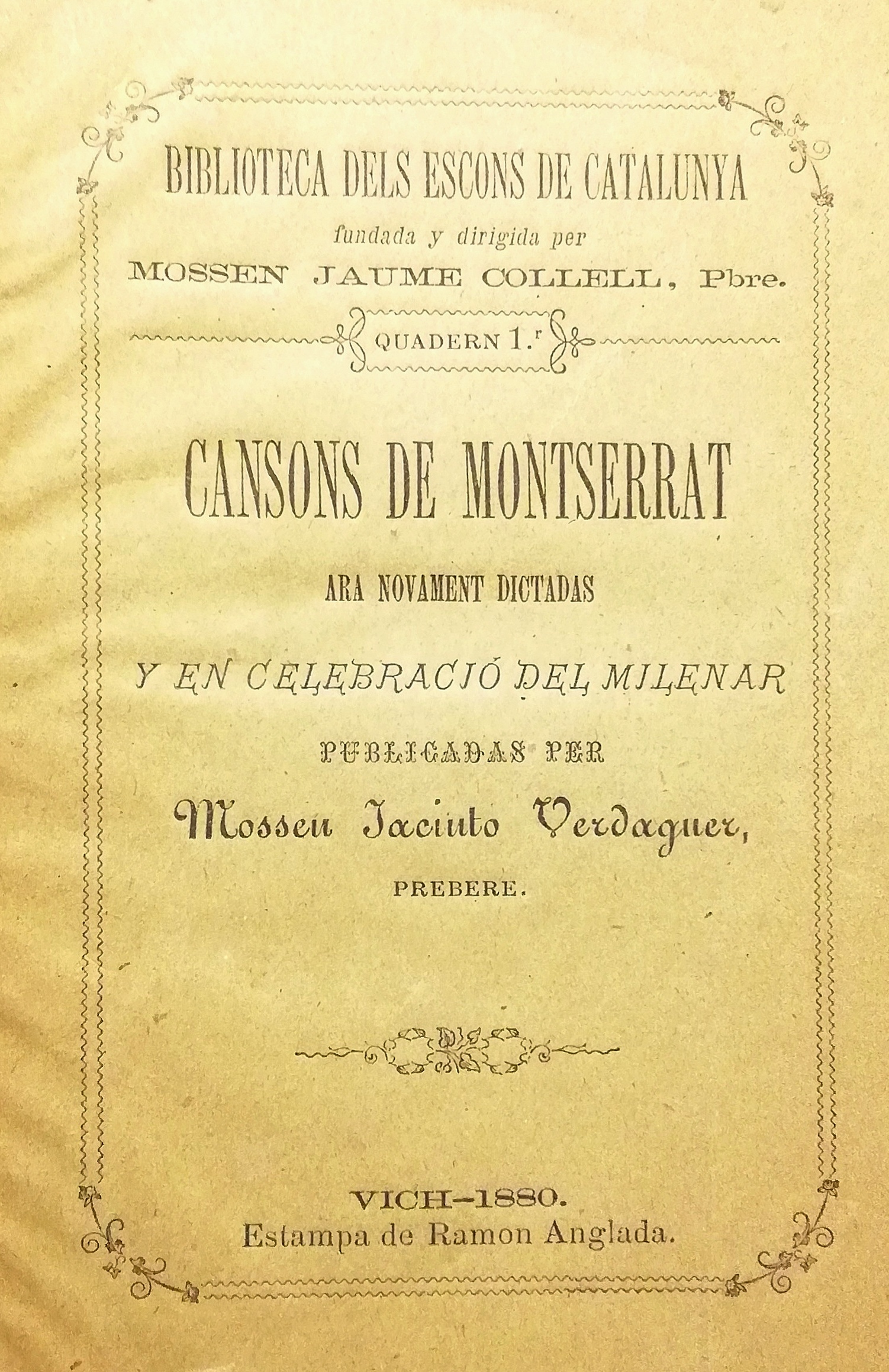
Cançons de Montserrat poemari de Mossèn Cinto Verdaguer, primera edició de 1880

El 1864 va concursar per primera vegada als Jocs Florals, restaurats per l'impuls patriòtic i literari del moviment de la Renaixença el 1859 a Barcelona, però va passar totalment desapercebut. La carrera d'èxits literaris comença l'any següent, quan Verdaguer va presentar als Jocs Florals de Barcelona cinc composicions i el jurat li'n va premiar dues: premi especial per Els minyons d'en Veciana i un accèssit a l'Englantina per A la mort d'en Rafel de Casanova. Va assistir a la festa, al Saló de Cent de l'Ajuntament de Barcelona, vestit de pagès mudat: gec de vellut, barretina musca, espardenyes i bastó de tortellatge. Després d'aquest èxit, el setmanari vigatà Eco de la Montaña li publicà el poema Dos màrtirs de ma pàtria, o siga Llucià i Marcià, el seu primer poema llarg. Gràcies als Jocs Florals, també, va entrar en relació amb els catedràtics Manuel Milà i Fontanals i Xavier Llorens i Barba, i amb el bibliotecari Marià Aguiló i Fuster, que l'orientarien en els seus inicis literaris.
L'any 1867, l'Esbart de Vic (branca juvenil del Círcol Literari) va iniciar les Esbartades o Acadèmies literàries. Era un grup d'estudiants, entre els quals destacava Verdaguer, a qui consideraven el seu "mestre", seguidors dels ideals romàntics i del model dels poetes occitans, els felibres, que es reunien a l'aire lliure en el marc de paisatges pintorescos. El 19 de juny de 1867, convocats per Verdaguer a la Font del Desmai, propera a Folgueroles, el jove poeta va pronunciar-hi el parlament inaugural de la primera esbartada, programàtic del romanticisme català. L'any següent, Verdaguer va presentar al certamen dels Jocs Florals L'Espanya naixent, poema èpic que no va tenir el reconeixement del jurat. Els Jocs de 1868 van ser presidits per Víctor Balaguer, que va convidar-hi el cap dels felibres provençals, Frederic Mistral, màxim exponent del renaixement de la literatura occitana. Mistral va saludar Verdaguer, i li recomanà que treballés amb exigència: "Verdaguer, il faut être fier...". Més endavant li escriurà una carta, en resposta a la tramesa de la primera edició de L'Atlàntida, en la qual fa un vaticini, servint-se d'un tòpic virgilià -Tu Marcellus eris, 'Tu seràs l'elegit' (Eneida, VI, 883)-, que Verdaguer complirà amb escreix.
El 24 de setembre de 1870, Jacint Verdaguer va ser ordenat sacerdot a Vic, i el 2 d'octubre va cantar la seva primera missa a l'ermita de Sant Jordi de Puigseslloses, indret de caràcter simbòlic per al capellà poeta, ja que al costat de l'ermita hi ha un dolmen dels antics ausetans. Puigseslloses esdevindrà la síntesi (o la dualitat) de la vocació religiosa i poètica de Verdaguer. L'any següent és nomenat vicari de Vinyoles d'Orís, on viu un dur episodi relacionat amb la Tercera Guerra Carlina: el rector, mossèn Galceran, va abandonar la parròquia per unir-se a una partida carlina, comandada pel seu germà. Durant el seu curt vicariat (1871-73), Verdaguer va patir fortes cefalàlgies, que li van fer deixar la parròquia. Després d'un any passat a Barcelona, visitant metges en cerca de guariment, a l'hivern de 1874 va entrar, com a capellà de vaixell, als vapors de la Companyia Transatlàntica, la naviliera d'Antonio López y López, futur Marquès de Comillas. Durant vint mesos va fer nou viatges per la ruta de les Antilles. La vida marinera li va suposar el restabliment de la salut i l'esperó necessari per acomplir el somni de viatjar, i de fer-ho per l'oceà escenari del seu poema L'Atlàntida. Nou travessies en el curs de les quals el poeta va perfilar i enllestir l'obra, i va compondre diverses poesies marcades per l'enyor (sentiment propi verdaguerià, i romàntic per excel·lència), com ara L'emigrant o La Plana de Vic:
Niuada de calàndries, poetes de ma terra;
jo enyoro vostres càntics d'amor dintre la mar;
avui, que el maig aboca ses flors pel pla i la serra,
ai!, qui pogués a l'hora de l'alba refilar! [...]

### Etapa de plenitud

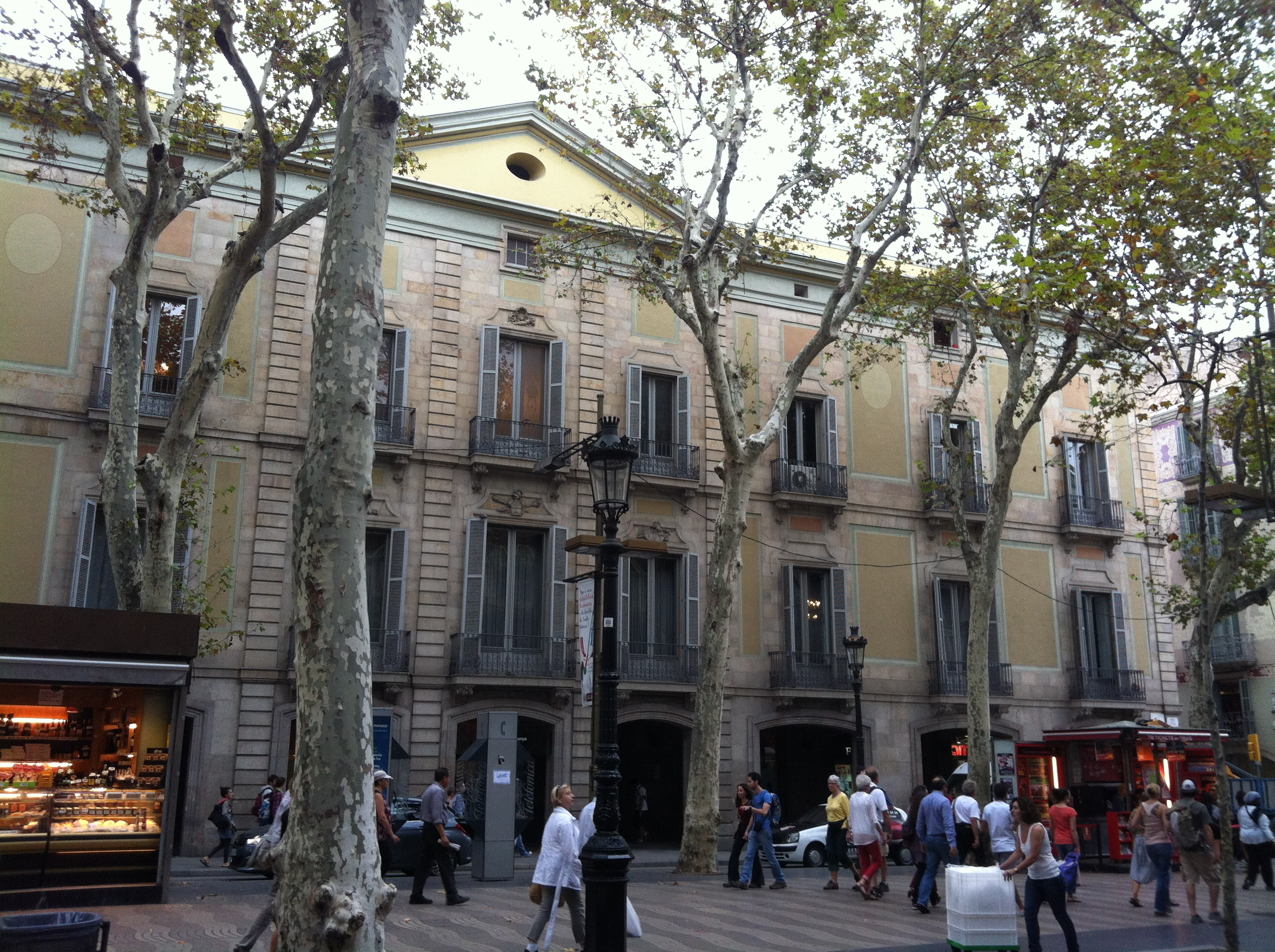
Palau Moja, Barcelona. Residència dels marquesos de Comillas, mecenes de Verdaguer

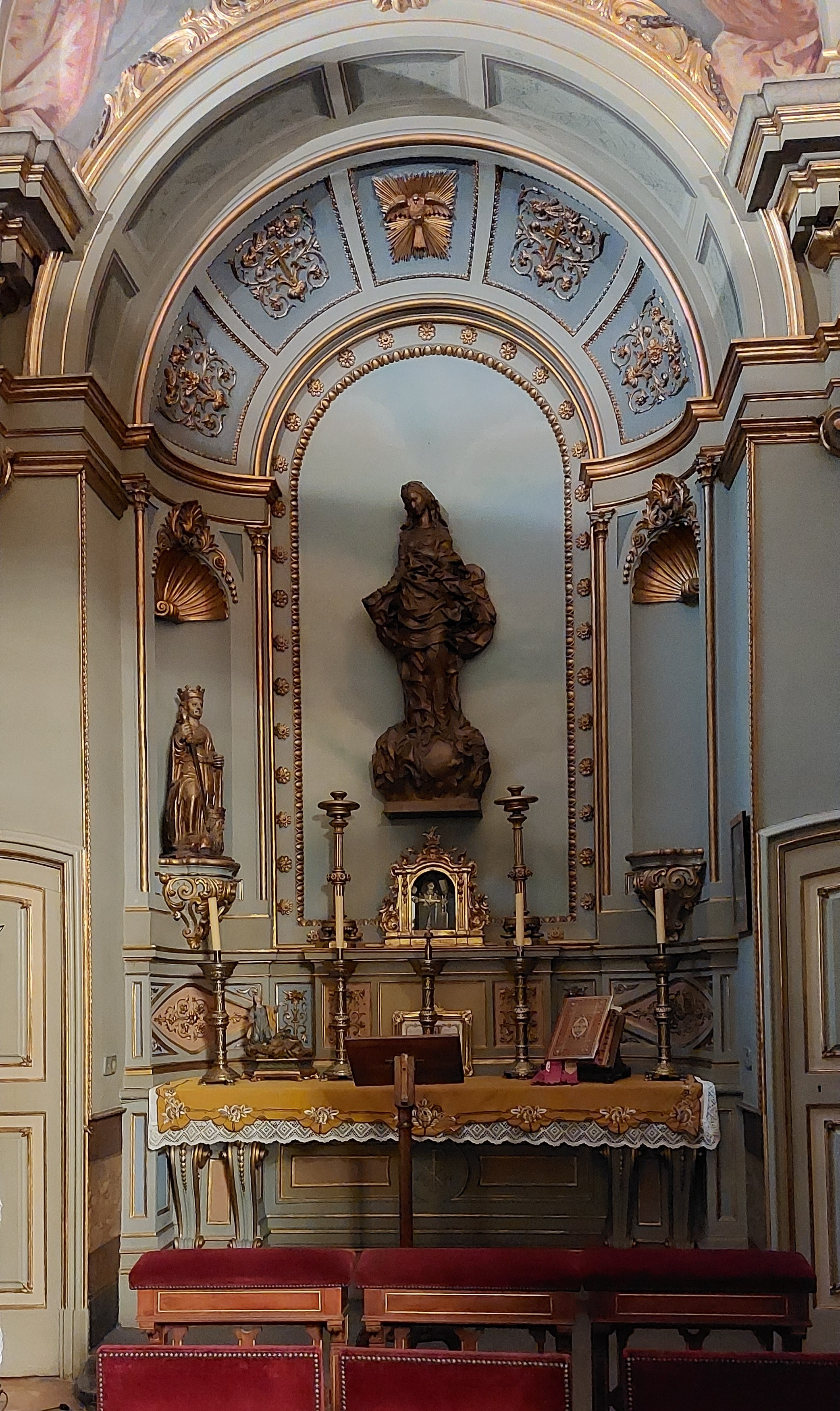
Capella del Palau Moja, on feia missa diària

A la darreria de l'any 1876, el futur marquès de Comillas va contractar Verdaguer com a capellà domèstic (càrrec que es va desdoblar més tard en un segon: el d'almoiner de la família) a la seva residència de Barcelona, el palau Moja, a la Rambla, on l'escriptor va viure fins al 1893. La vida amb els marquesos va representar per a Verdaguer l'inici d'un període marcat pels èxits socials i literaris: per una banda, el seu activisme patriòtic el va portar a participar en els principals actes programàtics del moviment catalanista conservador, engegat per l'Església catalana, com el Mil·lenari de Montserrat (1881) o la restauració del monestir de Ripoll (1886). L'autor hi serà present com a braç literari del moviment. El seu prestigi social li va propiciar l'entrada al grup que va presentar el Memorial de greuges al rei Alfons XII, l'any 1885, en defensa dels interessos de Catalunya. Per una altra banda, en aquesta etapa, publica les obres que li han donat major prestigi literari: L'Atlàntida (1878), en la seva versió final i completa, dedicada al primer marquès de Comillas (que la costejà); Idil·lis i cants místics (1879), Canigó (1886), Pàtria (1888) i Montserrat (1898). La temàtica dels poemes d'aquesta etapa és clarament romàntica: construcció de la identitat nacional, llegendes i mites del folklore popular. Així mateix, aquesta època de plenitud també ho serà en el seu vessant econòmic, la qual cosa li permetrà realitzar nombrosos viatges de caràcter literari i religiós. De fet, la relació del marquès amb Verdaguer és un vincle de mecenatge, un dels primers d'època moderna, que permetrà al poeta una certa professionalització en el camp de la literatura.

#### El reconeixement
L'any 1877, el jurat dels Jocs Florals li concedeix el premi extraordinari de la Diputació de Barcelona pel poema L'Atlàntida, la primera obra èpica major de Verdaguer. El poema consta de deu cants, emmarcats entre una introducció i una conclusió, que expliquen l'enfonsament del mític continent, alhora que tracten el personatge històric de Colom, predestinat a descobrir Amèrica. L'èxit, el ressò i la recepció de l'obra van ser esclatants. L'Atlàntida representa la culminació del procés engegat per la Renaixença per tal de situar altre cop la llengua catalana a un nivell literari culte.

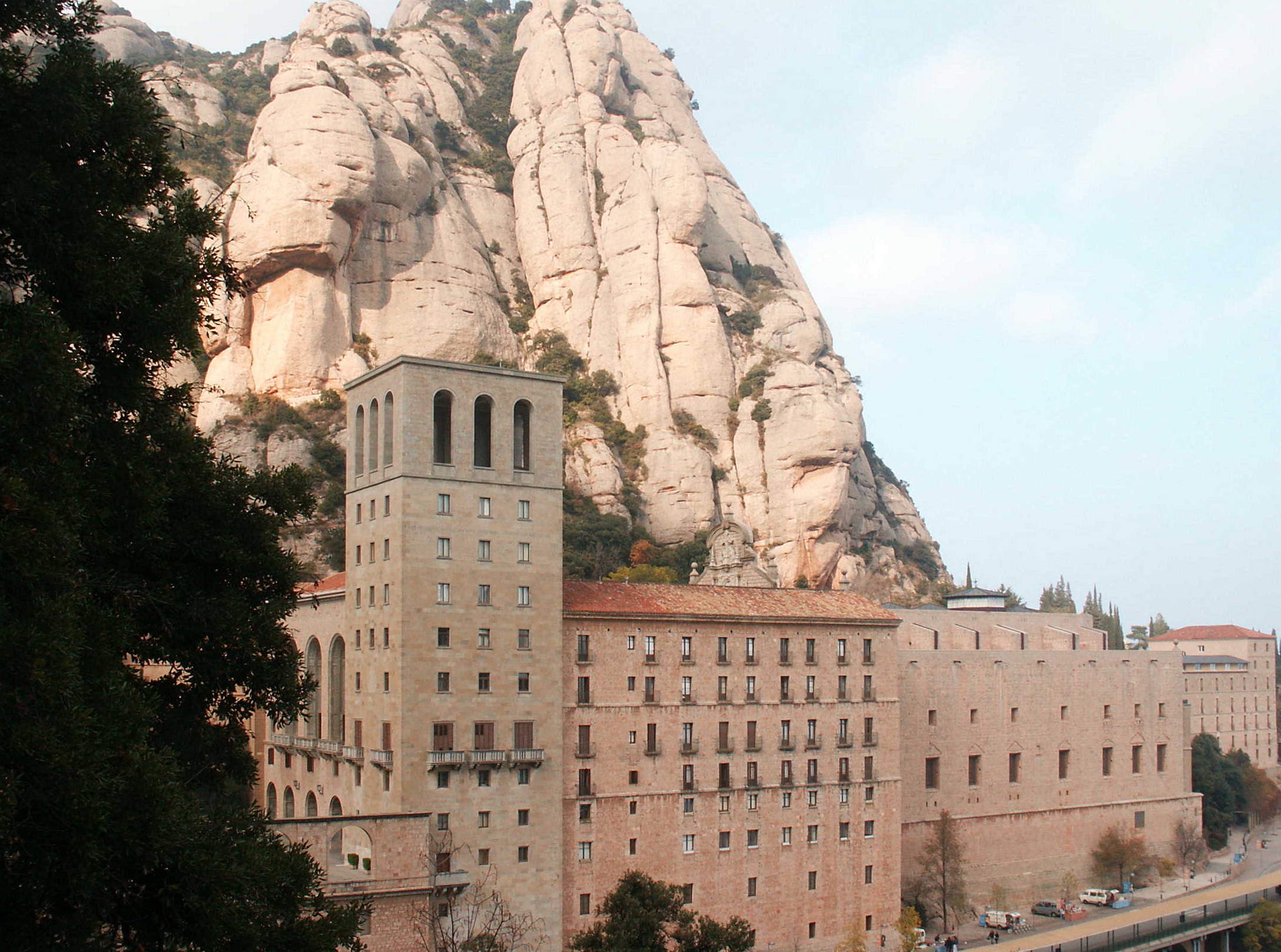
Montserrat, marc de les composicions més populars de Verdaguer (cicle montserratí)

L'any 1880, Verdaguer és proclamat mestre en Gai Saber amb la poesia La barretina, dedicada al pintor olotí Joaquim Vayreda (germà de l'escriptor Marià Vayreda); publica Cançons de Montserrat i Llegenda de Montserrat, que formen part de l'anomenat cicle montserratí (recollides l'any 1889 en el volum Montserrat) i que van ser profusament musicades. En paraules de Josep Maria de Sagarra: Al famós "Virolai", a la "Passió" i a altres obres popularíssimes s'afegiren composicions de més empenta, com "El captant" i "La mort de l'escolà, aquesta meravella del mestre Antoni Nicolau, teixida sobre un dels moments més definitius i purs del poeta; i, amb l'ajuda de l'Orfeó Català i de totes les corals de Catalunya, la paraula de Verdaguer arribà a ésser la viva i musical afirmació d'un poble adormit que es desvetlla de mica en mica [...]. Verdaguer fou el poeta més musicable i més musicat de la nostra terra.
A Montserrat tot plora,
tot plora d'ahir ençà,
que allí a l'escolania
s'és mort un escolà.
L'escolania, oh Verge,
n'és vostre colomar:
a aquell que ahir us cantava,
qui avui no el plorarà?
De 1883 a 1886, Verdaguer arriba al punt màxim de plenitud creadora: publica l'oda "A Barcelona", premiada als Jocs Florals de 1883. L'Ajuntament de la ciutat en fa una edició de cent mil exemplars. El 1885 publica el recull poètic Caritat, a càrrec seu, en benefici de les víctimes d'un devastador terratrèmol a Andalusia, ocorregut la vigília de Nadal de 1884.

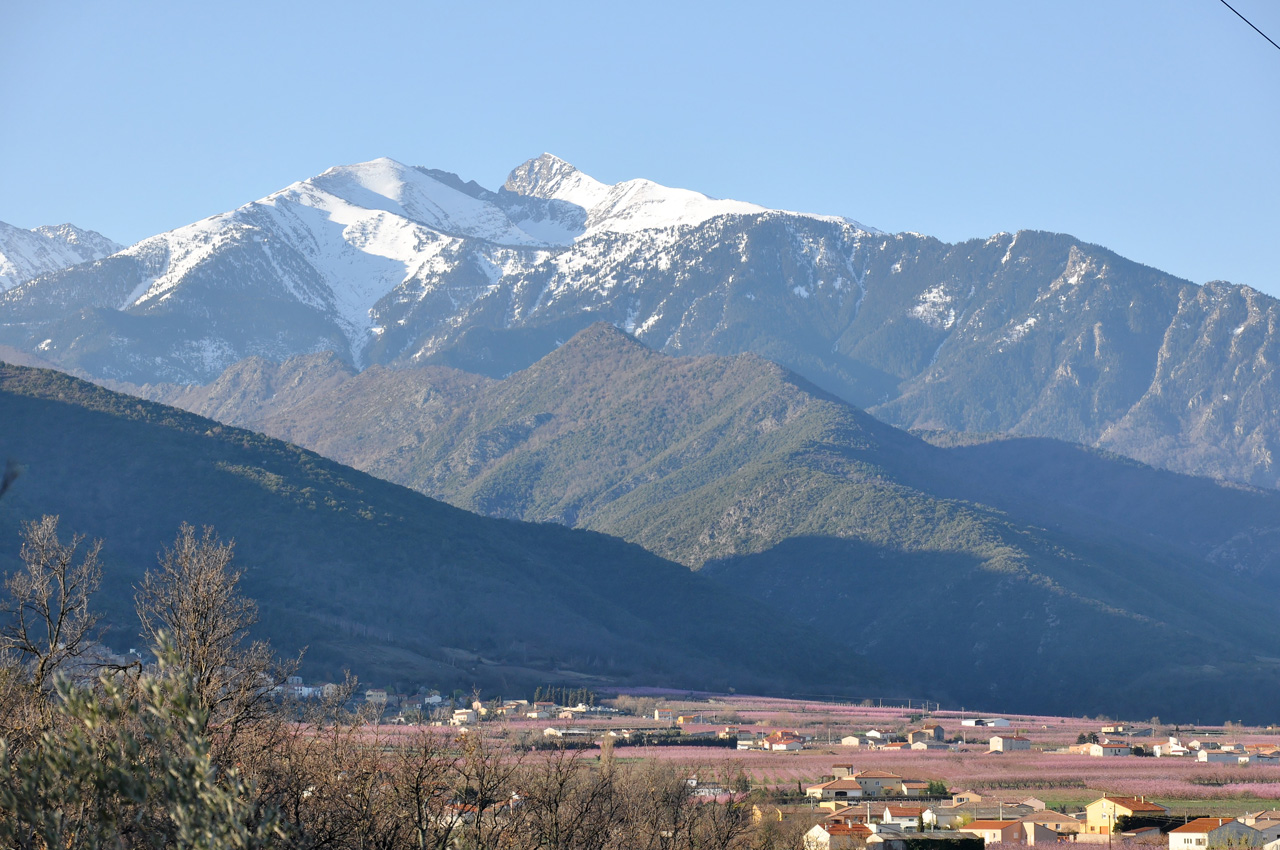
Massís del Canigó

El punt culminant d'aquesta etapa va ser la publicació de Canigó, el desembre de 1885 (però datat l'any següent). És la segona obra èpica major del poeta. L'obra, dividida en dotze cants i un epíleg, ens parla dels orígens mítics de Catalunya, situant-los en el període, idealitzat pels romàntics, del passat medieval. En paraules de Ricard Torrents: el poeta prengué de base aquella llegenda pirenaica del temps de la conquesta, com diu el subtítol, i projectà el mite a la perfecció dels començaments en la fundació de Catalunya". 
El protagonista de l'obra és Gentil, fill del comte Tallaferro, que, armat cavaller, lluita amb el seu oncle Guifré contra la invasió sarraïna. Gentil, encisat per Flordeneu, la reina de les fades, abandona la guaita del castell de Rià, en una decisió que el durà a la mort. No és, doncs, l'arquetip del cavaller medieval; no és un Rotllà, un miles Christi. Gentil recull la insaciabilitat del poeta modern, el seu afany d'absolut, com assenyala Ricard Torrents, però també és un personatge complex, problemàtic, dual (com el mateix Verdaguer); el seu afany d'absolut queda estroncat. Gentil enyora el que ha deixat enrere, apareix el dubte i mor:
Més si jo et tinc, per què m'enyoro?;
si tu em somrius, doncs, de què ploro?
Lo cor de l'home és una mar,
tot l'univers no l'ompliria;
Griselda mia,
deixa'm plorar! [...]
El fet d'haver compost el poema èpic de tot un poble va enaltir Verdaguer com a poeta dels catalans. Vinculant el passat, el present i el futur de Catalunya, en reforçava la identitat nacional.
Després de Canigó, el període de plenitud es tancaria amb la coronació, a Ripoll, pel bisbe Morgades, "en nom de Catalunya". La coronació, altament simbòlica, anava lligada a la publicació de Canigó, i tingué lloc el dia de l'inici de la restauració del monestir de Ripoll, el 24 de març de 1886. El poeta va ser coronat amb els brots d'un llorer que ell mateix havia plantat a Vinyoles d'Orís quan n'era vicari.

#### Excursions i viatges
Verdaguer va pujar per primera vegada al massís del Canigó l'estiu de 1879, i en va visitar els monestirs, abandonats (Sant Martí de Canigó) o en mans de particulars (Sant Miquel de Cuixà) i en una situació ruïnosa. Havia anat a acompanyar Claudio López Bru, fill del marquès de Comillas, al balneari de la Presta, al Vallespir. En una estada posterior (l'estiu de 1880), el poeta torna a enfilar-se al Canigó, i compon l'elegia "Los dos campanars", origen del seu segon poema major: Canigó. Malgrat l'especial significació del poema, Verdaguer no el va incloure en la primera edició de l'obra, l'any 1886, però, en la segona edició (1901), l'hi va afegir, com a epíleg, i el va dedicar al bisbe de Perpinyà, Juli Carsalade du Pont, futur restaurador de Sant Martí de Canigó.
Lo que un segle bastí l'altre ho aterra,
mes resta sempre el monument de Déu;
i la tempesta, el torb, l'odi i la guerra
al Canigó no el tiraran a terra,
no esbrancaran l'altívol Pirineu.
Les primeres estades a Montserrat daten del mateix 1879. Verdaguer i Jaume Collell es van encarregar, com a secretaris executius, d'organitzar les festes del mil·lenari del descobriment de la Verge (1880) i de la seva coronació com a patrona de Catalunya (1881). Els dos amics van convocar concursos de poesia, música i orfebreria. Verdaguer va participar-hi de manera activa amb la composició de poemes que van fer créixer ràpidament la seva popularitat: Virolai, La mort de l'escolà, Don Jaume a sant Jeroni, La roca del diable, entre d'altres. D'aquests poemes, profusament musicats, en va sortir el recull Cançons de Montserrat i el volum Llegenda de Montserrat, en què s'explica la llegenda de Riquilda i fra Garí, versió del mite de la bella i la bèstia. L'any 1898, Verdaguer va aplegar totes les composicions de l'anomenat "cicle montserratí" i va publicar-les sota el títol Montserrat. Llegendari, cançons, odes.

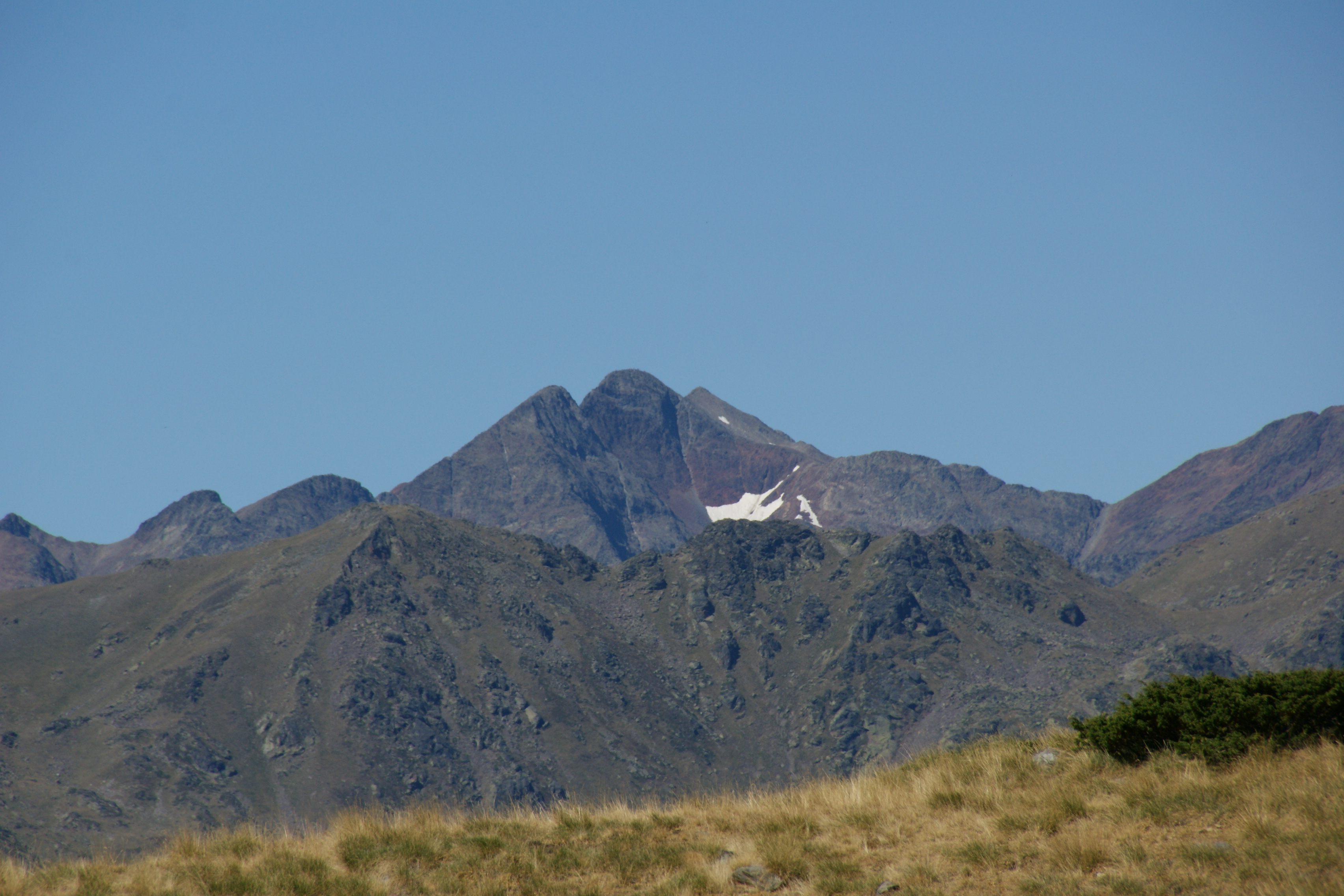
Pica d'Estats, el cim més alt de Catalunya, on trobem el «pic Verdaguer»

Als anys vuitanta destaca la seva activitat excursionista. El 1879 i el 1880 visita el Canigó i altres indrets del Pirineu oriental, però és sobretot els anys 1882 i 1883 que fa llargues excursions per la Cerdanya, l'Alt Urgell, el Pallars, la Ribagorça, Andorra, la Vall d'Aran i l'Arièja. L'estiu de 1884, va fer una llarga estada al santuari de la Mare de Déu del Mont, a l'Alta Garrotxa. Aquestes excursions tenien com a objectiu principal la composició de Canigó, per a la qual el poeta necessitava conèixer els indrets que descriuria en el poema. Ho podem veure en aquesta descripció, metafòrica, del Pirineu català:
Un gran arbre ajagut és lo Pirene
que mira ses brancades poderoses
esbadiar-se de València a Roses,
entreteixir-se amb serres i turons,
on penja, com ses flors immusteïbles,
les blanques caseries i vilatges
i, més a prop del cel, los ermitatges,
que en semblen, allí dalt, los escalons.

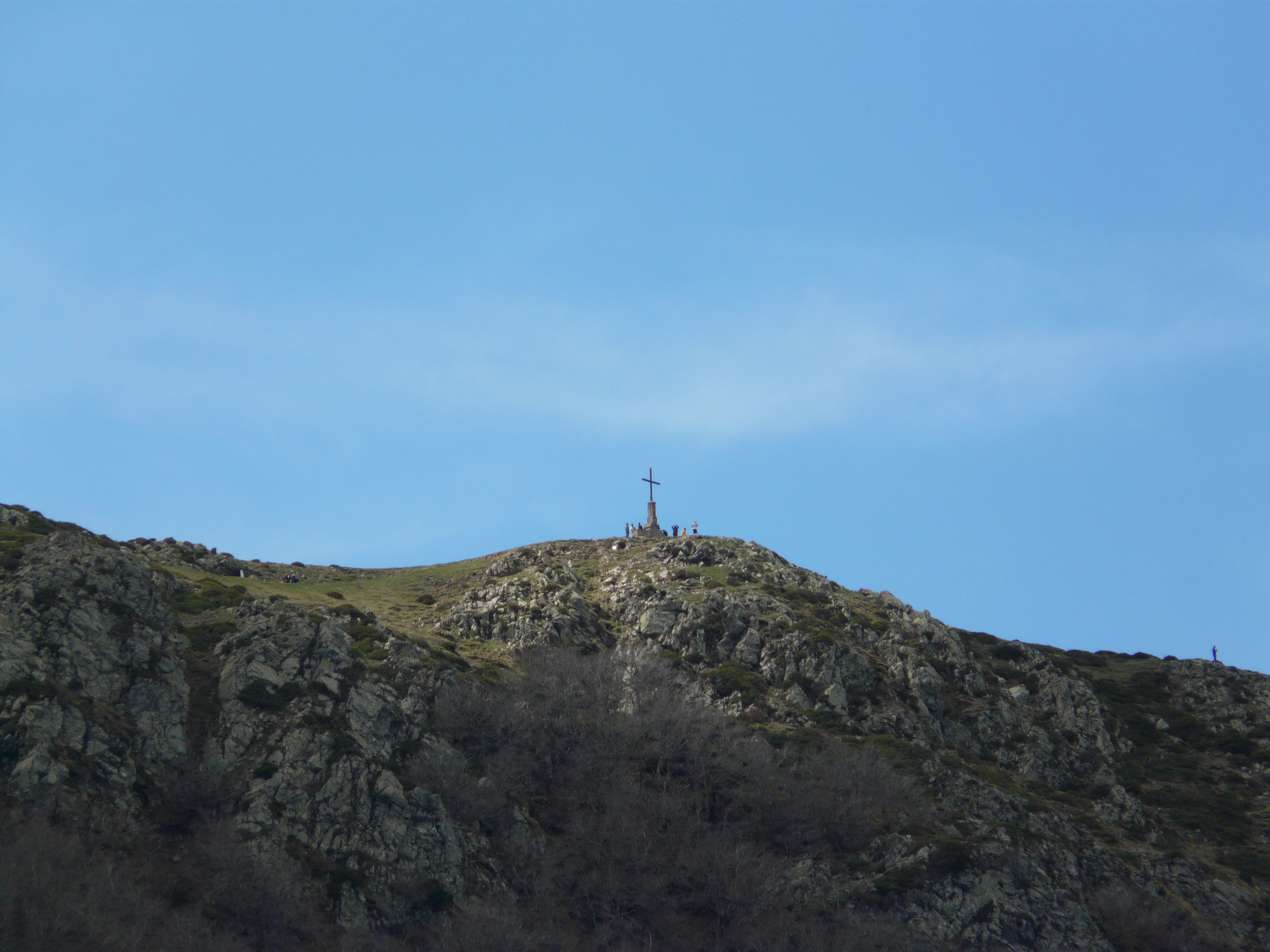
Cim del Matagalls

Cap al final de la vida, Verdaguer va fer dues excursions al Montseny: la primera, el 1899, al Matagalls, amb els redactors del setmanari literari La Creu del Montseny, on va participar en la plantació de la creu al cim de la muntanya, duta a terme pel bisbe Morgades. D'aquesta experiència va néixer el llibre Aires del Montseny, publicat per la revista Joventut; la segona, l'any 1901, amb els redactors d'aquesta darrera publicació.

#### Voltar el món per trobar-se amb ell mateix
Durant els anys al servei dels marquesos de Comillas, Verdaguer va poder satisfer la seva passió de viatjar. Viatges en solitari o com a acompanyant de les famílies Comillas i Güell (Eusebi Güell estava casat amb Isabel, filla del primer marquès de Comillas). L'escriptor va ser l'acompanyant habitual de Claudi López i Bru (segon marquès de Comillas) en les seves estades, per problemes de salut, en estacions termals (la Presta, Panticosa). El 1883, en el iot Vanadis, llogat pel marquès, ambdues famílies van fer un llarg creuer per la Mediterrània, amb visites a Mallorca, el Marroc i Algèria. El 1884, va acompanyar Eusebi Güell en un viatge per diferents ciutats europees (Ginebra, París, Berlín…) fins a Rússia (Sant Petersburg).

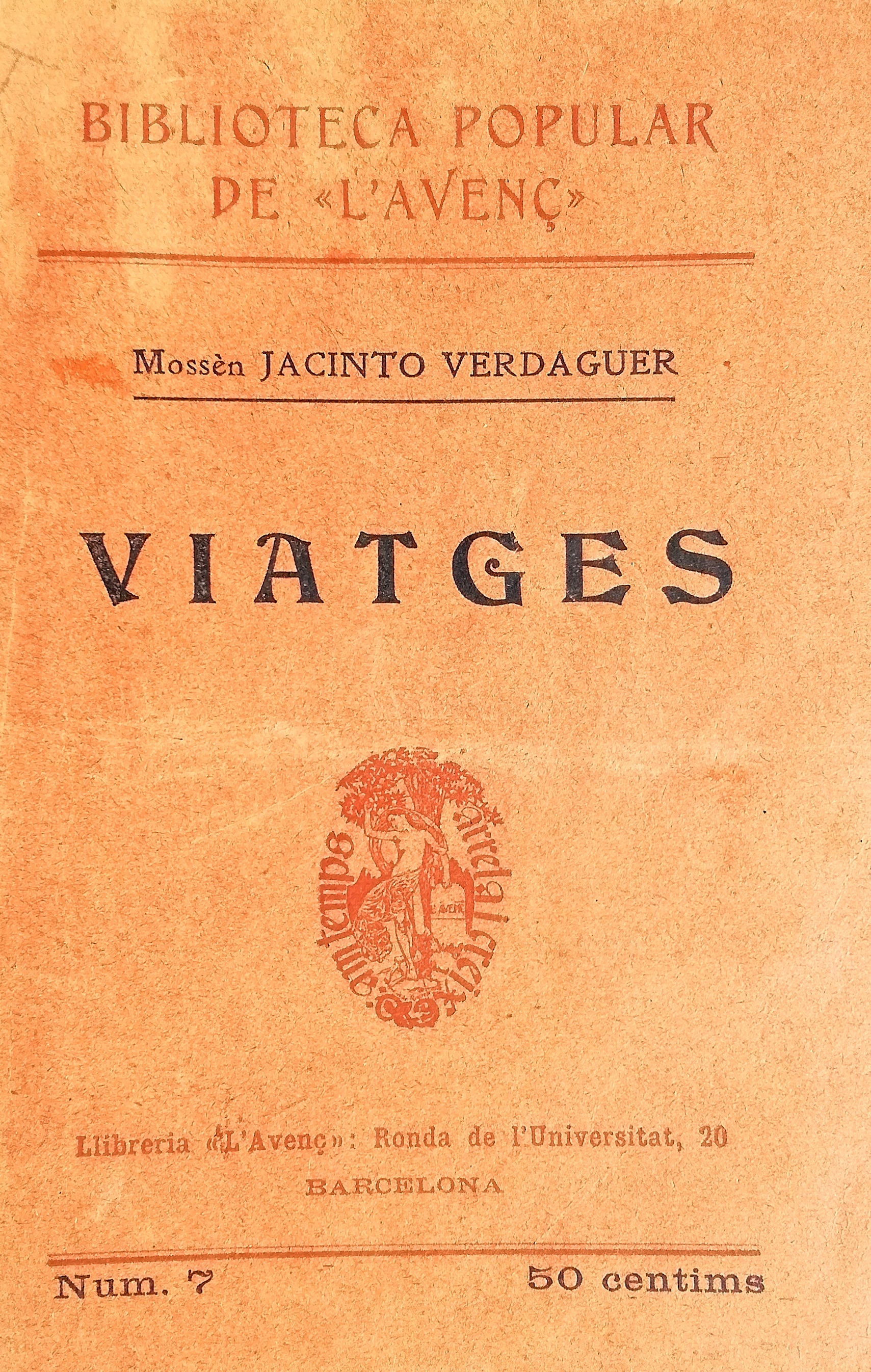
El llibre Viatges conté: Records de la Costa d'Àfrica i A vol d'aucell, publicat per la Biblioteca Popular de L'Avenç l'any 1903. Va ser una reedició parcial del llibre originari Excursions i viatges que s'havia publicat l'any 1887 i tenia dues parts més.

Verdaguer va escriure reportatges d'aquests viatges per a La Veu del Montserrat, setmanari dirigit per Jaume Collell, que més tard publicaria també La Ilustració Catalana, revista barcelonina dirigida per Francesc Matheu. Les cròniques de les excursions pirinenques i dels seus viatges per Europa i pel Mediterrani són considerades la millor prosa catalana del segle xix i, per aquestes, Verdaguer és considerat un dels fundadors de l'articulisme literari català. En paraules de Josep Pla, per saber escriure una mica el català, s'ha de llegir constantment la prosa de Verdaguer, sobretot els seus viatges per Europa i el nord d'Àfrica.
Fruit d'aquesta activitat viatgera, Verdaguer publica Excursions i viatges, llibre confeccionat per Francesc Matheu el 1887, integrat per diversos reportatges: Excursió a l'Alt Pallars i L'aplec de Montgarri, a partir de les expedicions de 1882 i 1883; Records de la costa d'Àfrica, crònica literària del creuer per la Mediterrània, el 1883; A vol d'aucell, un extens reportatge del viatge, el 1884, als països de l'Europa central i Rússia; i L'ermita del Mont, aplec de proses de l'estiu d'aquell mateix any, escrites en aquell santuari de l'Alta Garrotxa, on va acabar d'escriure el poema Canigó.
En aquests viatges, la percepció de Verdaguer està condicionada pel context social i ideològic del moment, sobretot pel pensament catalanista, catòlic i conservador de l'anomenat grup de Vic: el canonge Collell, el bisbe Morgades, el futur bisbe Josep Torras i Bages, i el seu cosí Narcís Verdaguer i Callís. Veiem reflectit aquest ideari en un fragment de la seva visita a Rússia: "Sant Petersburg, 25 de maig.[…] Tot seguit d'arribar, me n'he anat tot sol, a la ventura, a cercar una església catòlica, que no ha trigat a deixar-se veure, com una mare que surt a rebre un fill que la cerca. Lo Coran, que dona la força i la vida a aqueixes races, les matarà, ja que els porta a la més completa e inevitable ruïna. Més enllà, però, de les idees, les impressions viatgeres de Verdaguer traspuen sensibilitat i capacitat d'observació. Hi destaca el seu domini del lèxic i el detall en les descripcions (vestits, festes, tradicions, paisatges). Aquests escrits tenen per model els relats viatgers dels escriptors romàntics, sobretot francesos: Chateaubriand, Lamartine, o Victor Hugo, entre d'altres.
Rússia, 24 de maig. […] La primera dona del poble que he vista en la frontera anava descalça i, encara que creguí que era casualitat, no deixà de fer-me mala impressió, que anà creixent quan vegí que altres i altres, gairebé totes les pageses, amb gairebé tots sos fills i filles, fins a tretze o catorze anys, anaven sense res als peus. És molt que no es coneguin els esclops en aqueixa terra tan freda, mullada i fangosa; si un escloper de nostres Pirineus hi anàs a plantar botiga, podria fer-se la barba d'or.
L'any 1886, en el moment de màxima plenitud vital i creadora, coronat a Ripoll pel bisbe Morgades "en nom de Catalunya" i assaborint l'èxit de Canigó, Verdaguer va emprendre un viatge a Palestina i Egipte que va suposar un punt d'inflexió en la seva vida. A la tornada d'aquest viatge, el poeta va començar a patir una profunda crisi, personal i literària, que li farà replantejar-se la vida que havia dut fins llavors. Aquesta crisi es va manifestar en un canvi radical de comportament: rebaixa considerablement la producció literària i, en canvi, augmenta la dedicació als pobres, buscant el camí de la perfecció espiritual.
Conseqüència literària del viatge al Pròxim Orient, Verdaguer publica, primer com a reportatges i després en llibre, Dietari d'un pelegrí a Terra Santa, on s'intueix el profund canvi espiritual que li havia causat l'estada als llocs sants de la cristiandat..
Dia de l'Ascensió de 1886
Gràcies a Déu, estam de tornada; lo Montseny verdós, amb algun floc de neu encara sobre son front, s'ha deixat veure fa estona darrera el Montnegre. Sota la serralada dels Tres Turons i Burriac se veuen los pobles de la costa afilerats vora l'aigua que els dona vida. Lo Montjuïc espadat nos mostra son dors de monstre marí, i no triguen a obirar-se els campanars, palaus i murs de la ciutat estimada que seu en sa falda gegantina. Som a casa nostra, de tornada del viatge que més desitjava nostre esperit. Pel cristià i pel sacerdot que ve de Palestina, ¿quin altre viatge pot haver-hi interessant? Hem anat a cercar quelcom més que lo que acostumen a cercar los que naveguen, quelcom que val més que l'or i la plata, i ho hem trobat i ho portam. Venim carregats de records preciosos d'aquells que no s'obliden: fins les imatges dels divins personatges de la Història Sagrada nos van seguint. […] Amb tan bona companyia i, sobretot, amb tan bona guia com arribam avui al port de la pàtria, pugam atravessar lo mar de la vida, i lliures de totes ses tempestes i esculls, arribar al port de la pàtria celestial.
En paraules de Ricard Torrents, l'autor s'havia deixat coronar "poeta de Catalunya" i, al cap de pocs mesos, de retorn d'aquella experiència a la terra de Jesús "mortal i fet home de dolors", decideix canviar de vida. Retirat a El Bac de Collsacabra, l'estiu de 1886, escriu a Collell: "Ací en la soledat he vist passar d'un a un mos quaranta anys, i de tots estic avergonyit".

### Crisi i conflicte

#### Les llavors de la discòrdia

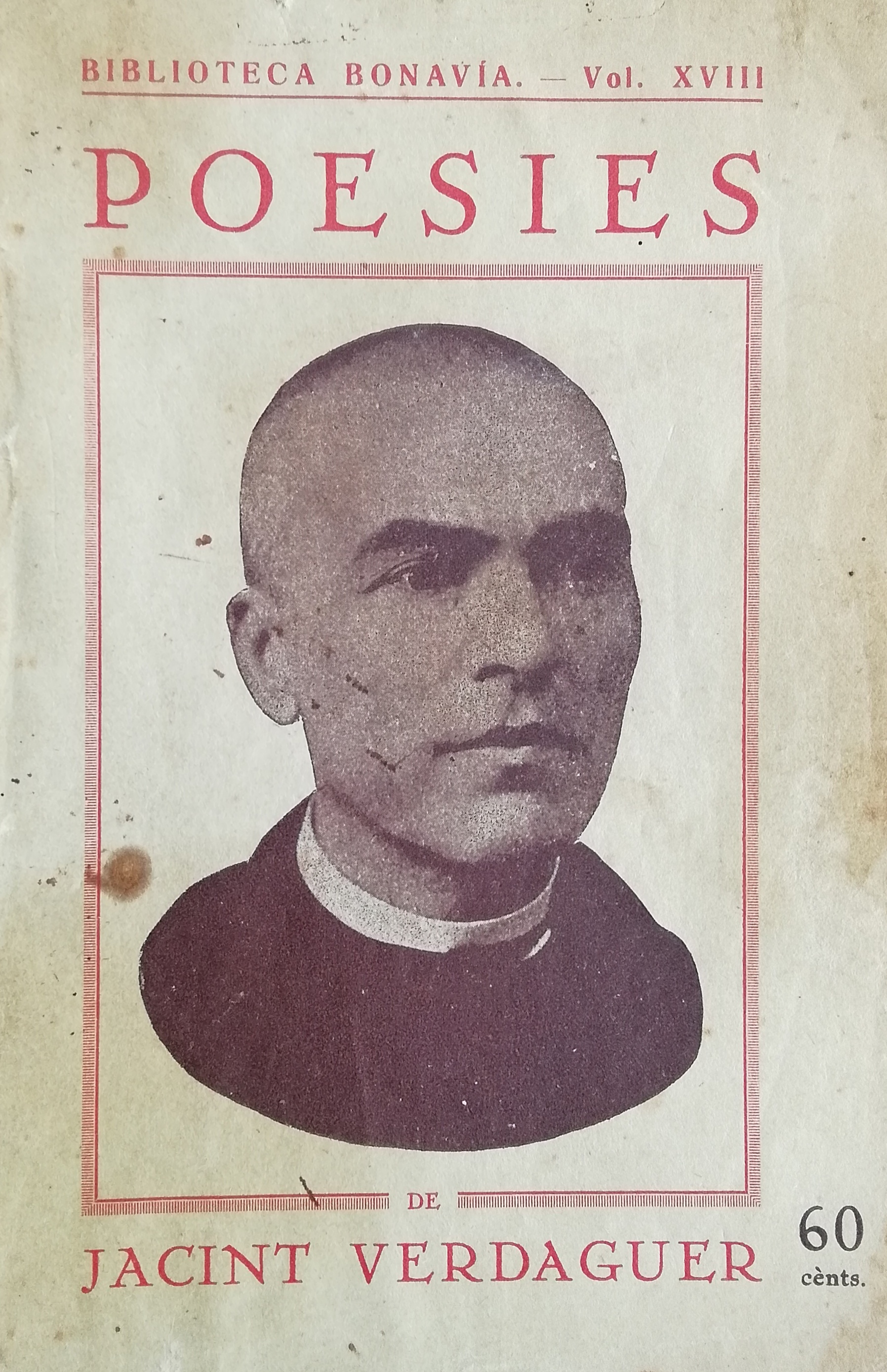
Retrat punyent de Verdaguer. Antologia poètica publicada l'any 1923 a Barcelona

La crisi espiritual i de consciència motivada pel seu viatge a Terra Santa va fer que Verdaguer aturés la producció literària i es bolqués en altres activitats considerades poc ortodoxes, en el context de l'època, com ara la pràctica d'exorcismes. Aquesta pràctica, com la de les almoines que repartia entre els pobres, eren per a Verdaguer "un deure sagrat" per beneficiar les capes més vulnerables de la societat. Creia que els exorcismes eren un benefici espiritual per a guarir les malalties relacionades amb la presència del maligne ("treure dimonis"). Les almoines, d'altra banda (els diners que el marquès destinava a famílies pobres), constituïen, per a Verdaguer, un benefici econòmic per a millorar les condicions de vida dels treballadors.
Al principi dels anys noranta del segle xix, Verdaguer va assistir, acompanyat pel seu cosí Joan Güell, a la casa d'Oració del carrer dels Mirallers de Barcelona, on un grup de visionaris, dirigits per l'expaül Joaquim Pinyol, practicaven exorcismes o, més aviat, en paraules d'Enric Casasses, feien sessions mediúmniques: unes persones entren en un estat d'exaltació que permet que a través d'elles "parlin" els esperits enemics. Casasses també refereix que la Barcelona de finals de segle xix vivia immersa en una grandíssima efervescència espiritista, sobretot entre les classes pobres. L'espiritisme pròpiament dit, el que acabava de celebrar a Barcelona el seu Primer Congrés Internacional (1888), té al nostre país incomptables adeptes […] i ofereix a la classe obrera, a tothom, davant l'immobilisme conservador de l'Església, una alternativa espiritual amb tons anarquistes, feministes, antimilitaristes, cooperativistes, laïcistes, i també vincles amb el naturalisme, l'homeopatia i l'hidromagnetisme, per no dir res de l'esperantisme, un idioma que el seu nom vol dir esperança. […] D'aquesta força espiritista, hi ha dues coses que afecten directament els "nostres dimonis": una, que el mèdium, i encara més la mèdium, la persona que té la capacitat de comunicar-se amb els esperits per tal de donar-los expressió, era una figura habitual en el panorama barceloní de 1890. Un grup com el de la casa d'Oració en aquest sentit no era gaire estrany. El que sí que era una mica estrany era que fossin catòlics. La segona, la manera com el pare Pinyol i companyia es maneguen amb l'espiritualitat és en part un intent de plantar cara a l'espiritisme amb les seves pròpies armes: la comunicació sobrenatural. […] L'espiritista comunica directament amb els esperits, hi parla. I això fan els de la casa d'Oració des de dins del marc catòlic, o més ben dit, amb un peu a dins i l'altre a la ratlla.
L'Església catòlica creu en l'existència dels dimonis i en la necessitat de la pràctica dels exorcismes, ritu per a foragitar els mals esperits que trumenten a algú. Verdaguer va apel·lar a l'argument d'autoritat de l'encíclica Rerum Novarum de Lleó XIII de 1891, en què es recomanava el rés de l'exorcisme i la concessió de les indulgències que l'acompanyaven. Verdaguer va argumentar que l'oració a sant Miquel que es deia a la casa d'Oració era la recomanada pel pontífex.
El capellà poeta va aplegar les experiències viscudes a la casa d'Oració en un seguit d'Apunts, presos a raig, en quatre quaderns: tres se'n conserven a l'Arxiu Comarcal de Ripoll (el segon va desaparèixer); el quart es guarda a la Biblioteca Nacional de Catalunya.
Durant la Setmana Santa de 1893 el bisbe de Barcelona, Dr. Català, va ordenar a Piñol, Verdaguer i el seu cosí Güell, que abandonessin la pràctica d'exorcismes. En aquestes sessions, Verdaguer va entrar en contacte amb la família Duran, una viuda -Deseada Martínez- amb tres fills. Una de les filles -Amparo- era vident. La relació amb aquesta família serà decisiva en la darrera etapa de la vida del poeta.
Paral·lelament, Verdaguer havia adquirit, en subhasta pública i sense diners propis, una finca als Penitents per salvar-hi una capella -Santa Creu de Vallcarca- relacionada amb la casa d'Oració. Verdaguer en volia fer un lloc de pregària i recolliment, seguint el model dels fundadors del grup d'exorcistes, a imitació del pare Francesc Palau i Quer en el seu retir ascètic a l'illot des Vedrà (Eivissa).

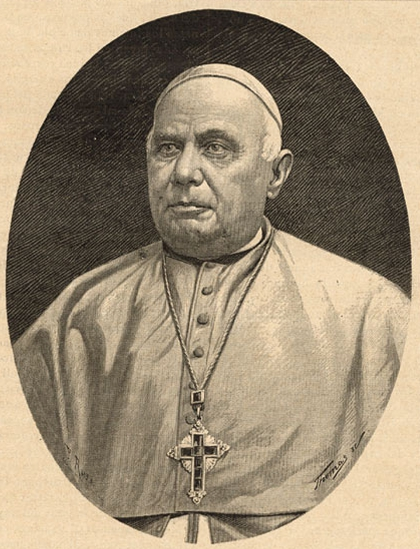
El bisbe Josep Morgades.

Josep Morgades, el bisbe de Vic (diòcesi a la qual Verdaguer pertanyia), i el segon marquès de Comillas, Claudio López Bru, van recomanar al poeta que deixés Barcelona, per motius de salut i, en principi, per poc de temps. En realitat, però, aquesta sortida suposava per a Verdaguer l'expulsió de la ciutat i la posterior reclusió al santuari de la Gleva, a la Plana de Vic. Al mateix temps, els seus detractors van fer córrer rumors i difamacions amb intenció de desprestigiar Verdaguer davant de l'opinió pública.
En tos palaus mon esperit hi plora,
No nasquí per cantar en gàbia d'or;
De tes ciutats cuita a llençar-me fora;
lo bon Jesús m'acollirà en son cor.

Un dels arguments més utilitzats pels qui volien desacreditar-lo va ser el de la bogeria. El canvi de vida de Verdaguer no es podia explicar d'una altra manera: la causa era la feblesa mental. Pere Manaut, metge i escriptor, es va basar en els escrits més polèmics del poeta per dictaminar que estava alienat i que calia tancar-lo en un frenopàtic. Segons Manaut, Verdaguer patia una theomanía, con delirio de persecución. A petició de Verdaguer, el doctor Joan Giné i Partagás, màxima autoritat en la matèria, va fer-li un exhaustiu examen psiquiàtric. El seu Dictamen, publicat en la premsa, era contundent: Opino que huelga toda discusión en lo tocante al estado mental de Mosén Jacinto Verdaguer. Su íntegra y clarísima inteligencia, sus elevadísimos sentimientos y sus virtudes cristianas le colocan muy por encima de todo conato de vulneración o menoscabo de parte de los terrícolas.

#### El "cas" Verdaguer
Davant la impossibilitat d'una sortida adient a la seva situació, Verdaguer va optar per fugir del seu confinament a la Gleva i refugiar-se a Barcelona amb la família Duran. El càstig per rebel·lia no es va fer esperar: l'any 1895, el bisbe Morgades el va suspendre a divinis (pena canònica que priva el sacerdot de l'administració dels sagraments). Verdaguer, conscient de la seva situació, va recórrer a la premsa, i va publicar dues sèries d'articles, recollits posteriorment sota el títol de "En defensa pròpia", zenit de l'articulisme literari modern. Narcís Garolera, l'estudiós més solvent de l'obra prosística de Mossèn Cinto, ha dit que el conjunt d'articles de Verdaguer, aplegats sota el títol de "En defensa pròpia" (1895-97), constitueixen "una fita en la prosa catalana moderna". Anys abans, Maurici Serrahima havia escrit que "fins aleshores, mai ningú no havia escrit en català amb la perfecció i l'eficàcia literària i polèmica que [Verdaguer] va aconseguir en aquells articles". I concloïa: "La prosa verdagueriana havia arribat a dalt de tot".
La defensa de Verdaguer, armat només amb paraules, davant dels "vituperis i atacs" a què estava sotmès, va començar, el 17 de juny de 1895, amb la publicació d'un "Comunicat" al diari El Noticiero Universal, dirigit pel valencià Francisco Peris Mencheta, adreçat "a la gent honrada de Barcelona": 
[…] demano justícia i protesto davant de la llei, davant de la gent honrada de Barcelona que em coneix, davant de cel i terra i del mateix Déu qui ens ha de judicar a tots, de la iniquitat de què és víctima, no sé amb quin fi, aquest pobre sacerdot.
Segueix el "Comunicat" una primera sèrie d'articles, formada per una dotzena de "cartes" agrupades sota l'epígraf Un sacerdot calumniat i publicades al diari La Publicidad. La sèrie va començar el 6 d'agost de 1895 i va acabar el dia 1 de setembre d'aquell any.
El conflicte va esclatar i va ser considerat per l'opinió pública com el "cas" Verdaguer (més endavant, també seria conegut com a "drama" o "tragèdia"). La repercussió mediàtica del conflicte va commoure la societat catalana. El "cas" Verdaguer té un cert paral·lelisme amb l'affaire Dreyfuss, a França, de qui Émile Zola va fer una defensa al diari L'Aurore, l'any 1898, amb el títol de J'accuse, una carta oberta al president de la República.
Totes les ones de la mar
m'han envestit en so de guerra,
tot udolant com a lleons,
com a lleons sedents de presa.
Han rodolat pel meu damunt
obrint ses boques de caverna,
roges d'enuig i lleig verí,
plenes d'insults i d'anatemes.
L'una m'ha dit "mal sacerdot";
l'altra m'ha dit "dolent poeta";
l'altra, "rebuig del temple sant,
¿quan te veurem pres en cadena
en lo bell fons de la presó,
colgat set canes sota terra?"
Los cops de mar de un a un
van rodolant sobre ma testa,
com una mola sobre el gra,
com l'eugassada sobre l'era.
Mes lo meu front està serè,
mon esperit jugant s'hi bressa,
com la gavina en la maror,
com l'aligot en la tempesta.
Totes les ones de la mar
no poden rompre un gra d'arena.
L'estiu de 1896 Verdaguer i la família Durán van ser desnonats del seu pis del carrer de la Portaferrissa, i es van instal·lar a Santa Creu de Vallcarca (Els Penitents), on Mossèn Cinto compongué moltes de les poesies del llibre Al cel. Aquell any havia presentat als Jocs Florals de Barcelona, sense possibilitats d'èxit, "La Pomerola", un llarg poema autobiogràfic, preterit pel consistori dels Jocs, que presidia el novel·lista Narcís Oller.
[…] Contat aqueix idil·li de sa vida,
sos llavis clou lo pobre trobador,
mes com l'esclat de son matí no oblida,
posa punt a sa història, no a son plor.
Puix en veure els tions de la Pomera
de la llar en les pedres flamejar,
recordant amb la llur sa primavera
sent a sos ulls les llàgrimes tornar.
-Adéu -li diu- florida Pomerola,
arbre on nià mon càntic més hermós;
ton front altiu no el doblegares sola:
destralejats a terra som tots dos.
Al cap de dos anys, Verdaguer publicà una segona sèrie d'articles ("Un sacerdot perseguit") al mateix diari, La Publicidad. Vint-i-sis "cartes", publicades entre el 5 d'agost i el 21 de novembre de 1897. Són uns articles durs, motivats per l'agreujament de la seva situació personal. Alguns dels títols són contundents i ben explícits: "Llorers espinosos", "La calúmnia", "Qui és l'al·lucinat?", "Los diners de Judes"... Vegem un fragment de l'article titulat "L'Assilo":
| «                                      | La gent de Vic dona a aquell benèfic establiment lo nom molt encertat d'Hospital dels Capellans. En efecte, allí van a raure mos germans en lo sagrat ministeri invàlids i acaducats de la diòcesis, i sobretot los malalts de malaltia crònica. Obstinats los que es diuen mos protectors en atribuir-me la mania que les té capficats, s'afanyaren a pendre una celda per mi, no per un any, ni per dos, sinó "in perpetuum", com si es tractàs d'assegurar-me, no l'esdevenir, sinó un passatge per l'altre món. Tanta nosa els faria en aquest! Per quan m'arribàs aqueixa hora, ja tenia els funerals assegurats, puix en lo Título de admisión de socio se'm promet fer-me celebrar algunes misses, després de la mort, essent això l'únic a què jo no renuncio pas. La gàbia, doncs, estava a punt; no faltava més que fer-hi volar l'aucell, però l'aucell era esquerp. | » |
| — En defensa pròpia, ed. cit., p. 138. | |   |

### Rehabilitació. Darrers anys
A la darreria de 1897 Verdaguer es trasllada a Madrid. Entra en contacte amb personalitats eclesiàstiques influents, com el nunci del Vaticà (monsenyor Cretoni) o els frares agustins d'El Escorial (un dels quals, el P. Manuel Fernández Miguélez, era un gran admirador de la seva obra), per mirar de trobar una sortida pactada amb el bisbe Morgades, mitjançat la seva intercessió. El 6 de gener de 1898 Verdaguer signa un document de disculpa que el bisbe accepta. El tribunal eclesiàstic de Vic aixeca la suspensió a divinis i li torna les llicències sacerdotals. Poc després és incardinat a la diòcesi de Barcelona, on el bisbe Català li atorga un benefici, amb un sou ínfim, a la parròquia de Betlem, a la Rambla, davant per davant del palau Moja, residència a Barcelona dels marquesos de Comillas, que el capellà-poeta havia freqüentat assíduament durant disset anys. Verdaguer ironitzava sobre la seva situació en aquests termes: "Tant patir per passar d'una banda de la Rambla a l'altra ".
Mos cabells són blancs,
són blancs per la messa;
l'estiu és a prop,
s'acosta la sega.
Si s'acostarà
per la vida meva?
Me vindrà de nit?
Me vindrà de dia?
Mes no trigarà,
puix mon cap s'inclina.
Oh quin cop de falç
me darà quan vinga![...]
Afeblit, prematurament envellit, Verdaguer no va deixar mai de banda la literatura: va preparar nous llibres com Aires del Montseny (1901), i Al cel (1903), pòstum, però acabat en vida de l'autor; va fundar revistes literàries com Lo Pensament Català i La Creu del Montseny; i va acceptar presidir diferents certàmens literaris com els Jocs Florals de la Bisbal d'Empordà, l'estiu de 1901. La seva darrera aparició en públic va ser el 12 de gener de 1902 per a pronunciar el discurs d'ingrés a la Reial Acadèmia de Bones Lletres de Barcelona amb un parlament titulat Record necrològic de Joaquim Rubió i Ors.
L'abril d'aquell mateix any, els metges li van diagnosticar tuberculosi, en un estat avançat. El 17 de maig, el dia que feia cinquanta-set anys, Verdaguer es va traslladar de la seva darrera residència barcelonina del carrer d'Aragó a la finca de Vallvidrera, coneguda com a Quinta Juana (vil·la Joana), on passava els estius l'alcalde de Sarrià, Ramon Miralles. El poeta, malalt, hi esperava trobar el repòs necessari per a la seva salut. Hi va morir el 10 de juny a mitja tarda.
L'endemà mateix, l'Ajuntament de Barcelona va organitzar-ne les exèquies. La capella ardent es va situar al saló del Consell de Cent. Verdaguer fou sepultat al cementiri de Montjuïc, el 13 de juny de 1902, després d'un enterrament multitudinari. Era la manifestació de dol de tot un poble pel seu poeta nacional. En paraules de Ricard Torrents: "Enterrat a Montjuïc entre Barcelona i el mar, sota un llorer, al peu d'una ginesta florida, Verdaguer ingressava a la immortalitat".
Ja hi he navegat prou
pels mars de la terra,
de golfos de neguit,
d'onades de tristesa.
Barqueta mia, anem,
anem's-en, barca meva,
cap a la mar del cel

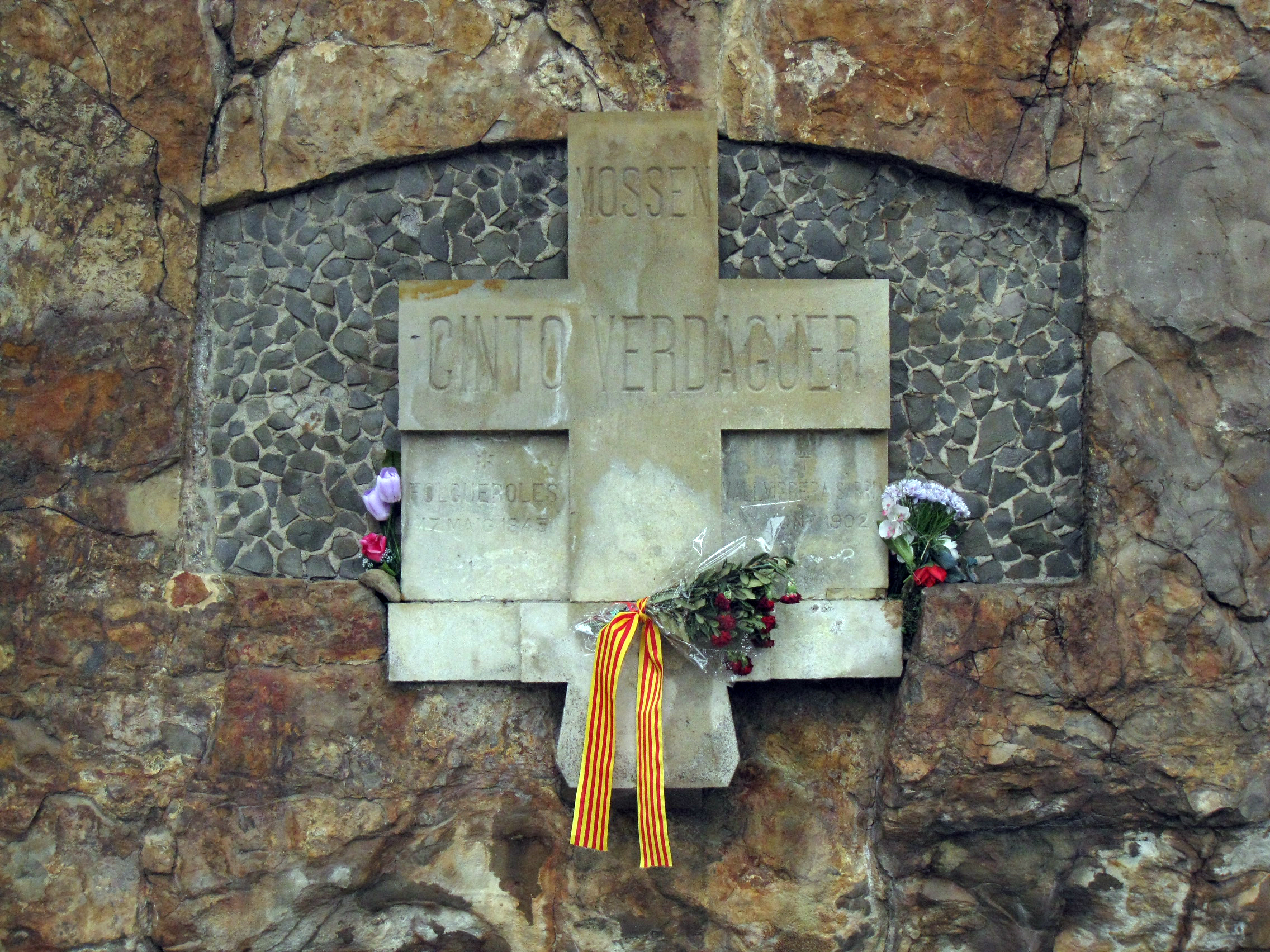
Tomba de Verdaguer al cementiri de Montjuïc

("Anem" dins Al cel, ed. crítica de N. Garolera, p. 47)

### Cronologia
Els pares de Jacint Verdaguer van ser Josep Verdaguer i Ordeix (Tavèrnoles, 1811 - Folgueroles, 1876) i Josepa Santaló i Planas (Folgueroles, 1819 - 1871).

#### Antecedents
- 1833: El pare del poeta, Josep Verdaguer i Ordeix, es trasllada a Vic per perfeccionar l'ofici de mestre de cases.
- 1841: El pare de Verdaguer s'instal·la a la casa, de la seva propietat, al número 7 del carrer Gran de Folgueroles, i es casa amb Josepa Santaló, filla del fuster i obrer teixidor Bartomeu Santaló, amb domicili al carrer de Sant Jordi, núm. 5.
- 1842: Neix el primer fill, Miquel, del matrimoni Verdaguer-Santaló.

#### Infantesa i joventut
- 1845: Jacint Verdaguer i Santaló neix el dia 17 de maig a Folgueroles. Fou el tercer de vuit germans.
- 1855: Inicia els estudis al Seminari de Vic. Fins a ingressar al seminari fa la vida dels altres nois del poble. Les anècdotes que s'expliquen demostren que destaca dels altres nens per la seva intel·ligència, sagacitat i valentia, ajudat per la seva complexió atlètica. Mostra un sentiment piadós normalment equilibrat, sense que es veiés una inclinació marcadament religiosa; aquesta vocació, la hi encomana la mare, dona devota, que sempre exercí una influència molt gran en el seu fill.
- 1863: Va a viure a can Tona, mentre continua estudiant, per fer de mestre dels nois de la masia i, ocasionalment, de pagès. Can Tona pertany al terme de Sant Martí de Riudeperes, avui Calldetenes. Escriu poemes de temàtica amorosa, que no publica, i que s'editaren pòstumament amb els títols de Jovenívoles i Amors d'en Jordi i na Guideta. Comença l'amistat amb Jaume Collell.
- 1864: Participa per primera vegada als Jocs Florals de Barcelona, sense obtenir-hi, però, cap distinció.

#### Inicis de la carrera literària i eclesiàstica
- 1865: Obté un premi especial als Jocs Florals per Els minyons d'en Veciana i un accèssit a l'Englantina per A la mort d'En Rafel de Casanova.
- 1866: És distingit amb quatre accèssits als Jocs Florals.
- 1867: S'inicien les Esbartades o Acadèmies literàries de l'Esbart de Vic a la font del Desmai; Verdaguer hi pronuncia el discurs inaugural.
- 1870: És ordenat sacerdot pel bisbe Lluís Jordà el 24 de setembre, a Vic. L'octubre d'aquell any celebra la primera missa a l'ermita de Sant Jordi de Puigseslloses, a Folgueroles. L'endemà celebra la segona a l'ermita de Sant Francesc, a tocar de Vic.
- 1871: La seva mare mor el 17 de gener, als 52 anys. El 1r de setembre és nomenat coadjutor de Vinyoles d'Orís, i tres dies després pren possessió del càrrec.
- 1873: Publica la Passió de Nostre Senyor Jesucrist. Deixa Vinyoles d'Orís per qüestions de salut i se'n va a Vic. Fa una excursió al Rosselló i contempla, per primera vegada, el Canigó.
- 1874: Entra, com a capellà de vapor, a la Companyia Transatlàntica d'Antonio López, futur marquès de Comillas.Placa commemorativa dedicada a Jacint Verdaguer, al refugi de la Renclusa, al peu de l'Aneto

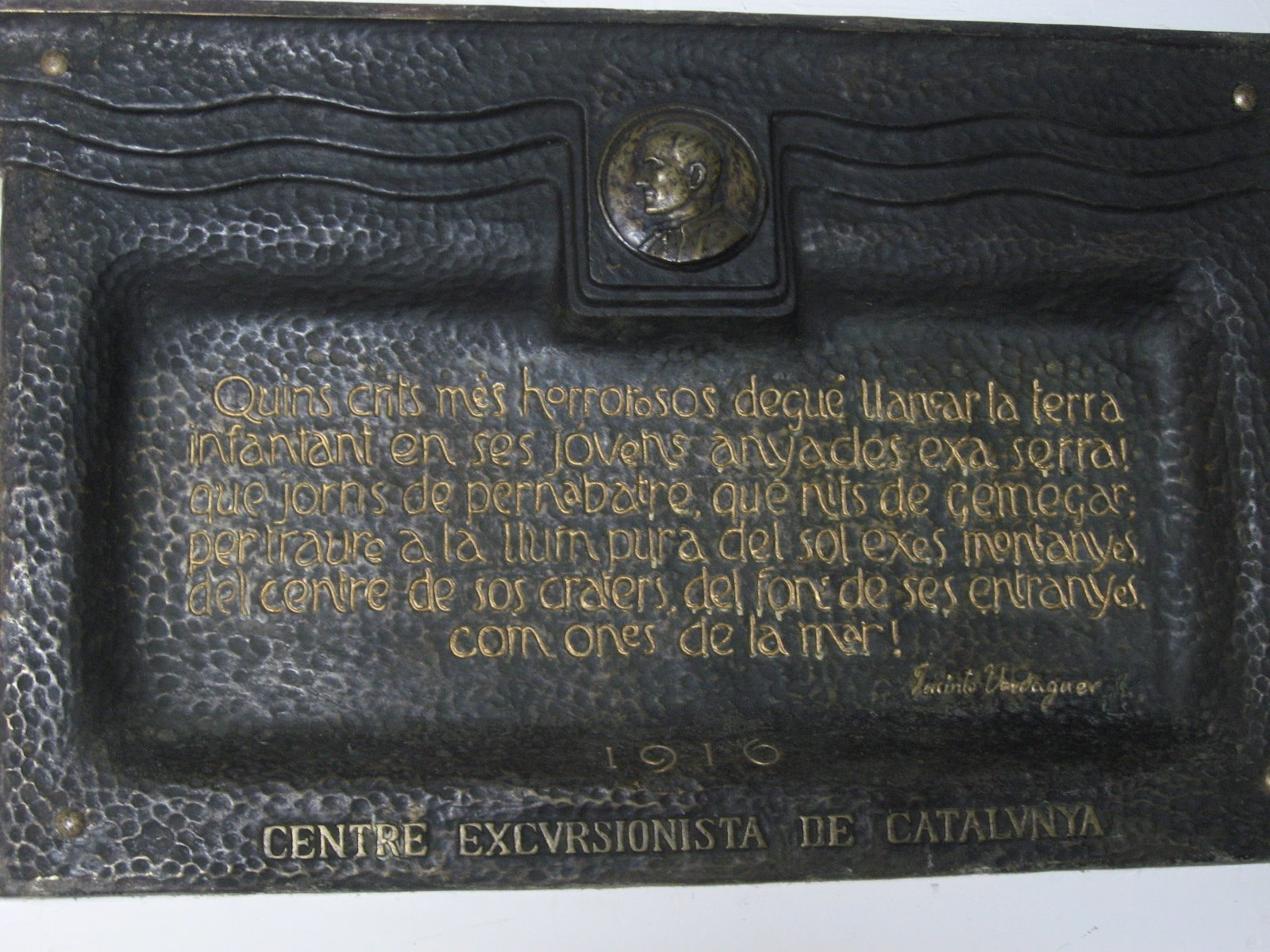
Placa commemorativa dedicada a Jacint Verdaguer, al refugi de la Renclusa, al peu de l'Aneto

- 1876: El 8 de setembre mor el seu pare, als 65 anys. A finals d'any, tornant de Cuba amb el vaixell Ciudad Condal, acaba el poema L'Atlàntida. Al novembre ocupa una capellania privada al palau Moja de Barcelona, residència d'Antoni López, futur marquès de Comillas.

#### Plenitud
- 1877: El jurat dels Jocs Florals li concedeix el premi extraordinari de la Diputació de Barcelona pel poema L'Atlàntida. És la consagració poètica de Verdaguer.
- 1878: Viatge a Roma, en una peregrinació catòlica. El sant pare Lleó XIII el rep i Verdaguer l'obsequia amb un exemplar especial de L'Atlàntida.
- 1879: Publica Idil·lis i cants místics. Fa una estada al Vallespir, en visita els monestirs i concep la que serà la seva segona obra èpica major, Canigó, partint de l'elegia "Els dos campanars", que inclourà en l'edició francesa de 1889, i després en la catalana de 1901.
- 1880: És proclamat Mestre en Gai Saber. Aquest mateix any publica Cançons de Montserrat i Llegenda de Montserrat.
- 1881: Presideix els Jocs Florals de Barcelona, i hi pronuncia un parlament sobre el rei Jaume I.
- 1882: Al juliol fa una expedició al Pirineu i puja a la Maleïda, nom amb què es coneixia tradicionalment el Pic d'Aneto. Verdaguer és un pioner de l'excursionisme català.
- 1883: Triomfa als Jocs Florals amb l'oda A Barcelona. L'Ajuntament de la ciutat en fa un tiratge de cent mil exemplars. Viatja amb Claudi López, segon marquès de Comillas, per la costa d'Àfrica i les illes Balears, a bord del iot Vanadis. Al juliol puja a la Pica d'Estats en el curs d'un itinerari pirinenc de dos mesos de durada.
- 1884: Viatja amb el comte de Güell al centre i al nord d'Europa (França, Suïssa, Alemanya, Bèlgica i Rússia). A l'estiu fa una llarga estada al santuari del Mont, a l'Alta Garrotxa, on treballa en ell poema Canigó. Renuncia a ocupar una canongia de la Seu de Barcelona.
- 1885: Forma part de la comissió de catalans que presenten al rei Alfons XII l'anomenat Memorial de greuges, en defensa dels interessos econòmics de Catalunya.
- 1886: El 21 de març, a Ripoll, el bisbe Morgades el corona "poeta de Catalunya". Publica Canigó i fa un viatge de peregrinació a Terra Santa, d'on torna trasbalsat i entra en una crisi espiritual.
- 1893: Deixa el càrrec d'almoiner del palau del marquès de Comillas. Acaba la publicació de la trilogia Jesús Infant. S'instal·la al santuari de la Gleva.

#### Crisi i conflicte
- 1888-89: Publica Pàtria i Dietari d'un pelegrí a Terra Santa. Intensifica l'apostolat i les almoines.
- 1890: Entra en contacte amb el grup d'exorcistes de la "casa d'Oració", dirigits pel religiós exclaustrat Joaquim Pinyol.
- 1894: Apareixen els llibres Roser de tot l'any i Veus del Bon Pastor.
- 1895: Abandona, sense permís del bisbe, el santuari de la Gleva, i s'instal·la a Barcelona amb la família Durán. Morgades el suspèn a divinis, i se li retiren les llicències sacerdotals. Verdaguer es defensa publicant a la premsa una primera sèrie d'articles sota l'epígraf Un sacerdot calumniat, recopilats en el llibre En defensa pròpia.
- 1896: Publica Flors del Calvari i presenta als Jocs Florals La Pomerola, un extens poema que passa totalment desapercebut.
- 1897: Publica a la premsa una segona sèrie d'articles "En defensa pròpia": Un sacerdot perseguit. Viatja a Madrid, i els frares agustins d'El Escorial l'ajuden a resoldre el conflicte canònic amb el seu bisbe.

#### Rehabilitació i darrers anys
- 1898: Després d'uns mesos de resistència, signa la retractació i se li retornen les llicències sacerdotals. Passa a la diòcesi de Barcelona, on rep un benefici a l'església de Betlem, a la Rambla, davant del palau Moja.
- 1901: Publica Aires del Montseny i fa una darrera excursió a les Guilleries i el Montseny.
- 1902: El 17 de maig, data del seu aniversari, es trasllada del carrer d'Aragó, on tenia la residència, a la Vil·la Joana de Vallvidrera, finca d'estiueig de l'alcalde de Sarrià, Ramon Miralles. Allí podrà respirar aires més sanitosos que els de Barcelona i refer-se de la tuberculosi. Mor el dia 10 de juny, a mitja tarda. Tres dies després és enterrat a Montjuïc, davant del mar, en una tomba excavada a la roca, després d'un sepeli multitudinari que demostra el reconeixement del poble català al seu poeta nacional.

## Obra
Verdaguer és un dels màxims exponents de la Renaixença i del moviment romàntic (que s'estén al llarg del segle xix), que busca en el passat medieval, en la natura i en la parla popular, els temes i l'expressió dels seus ideals estètics. La Renaixença persegueix la modernització i la recuperació de la cultura catalana i de la seva llengua. Verdaguer torna a situar el català com a llengua literària culta, espai fins aleshores reservat a altres llengües.
Els estudiosos destaquen tres etapes en la seva producció literària: 

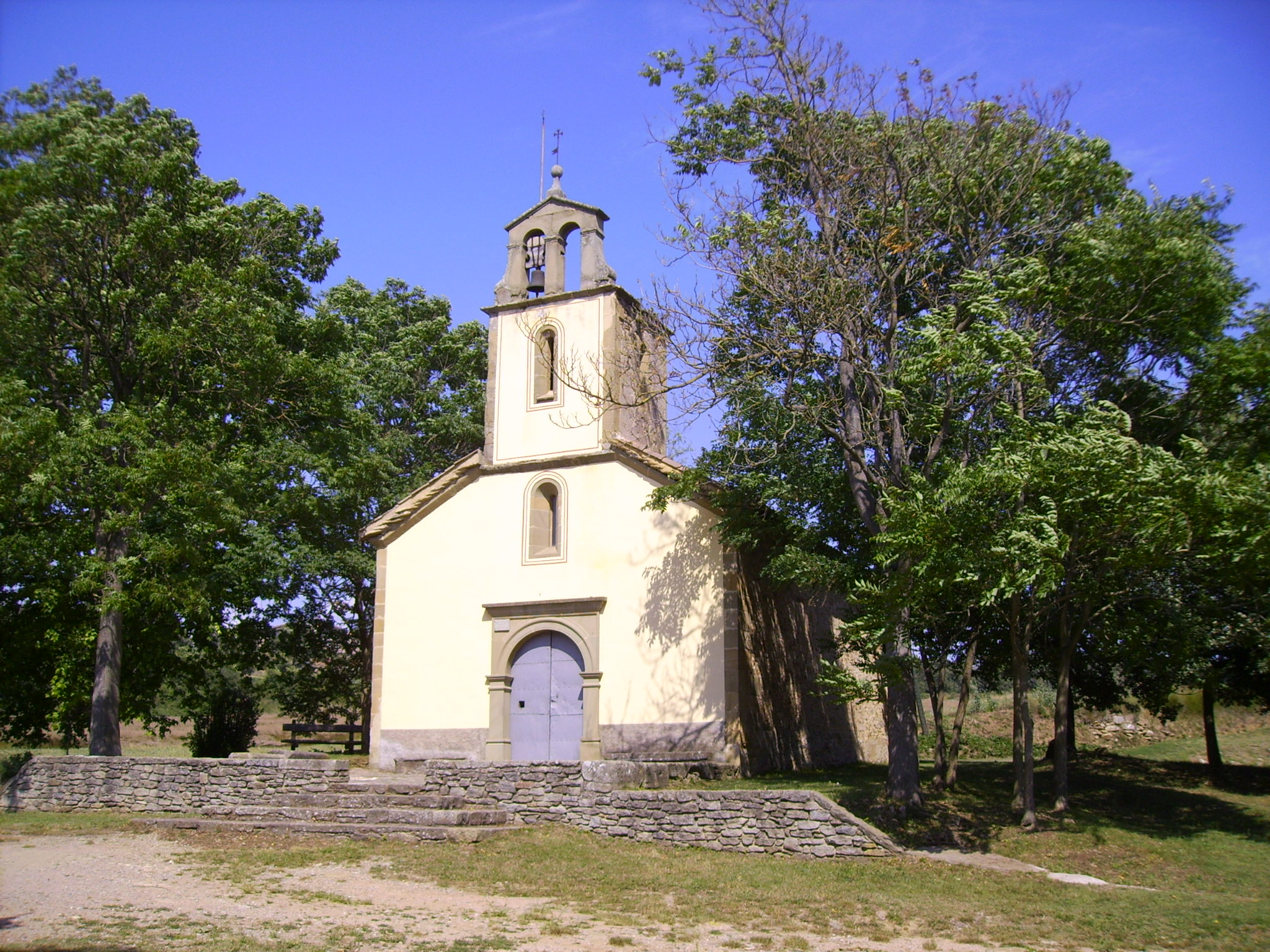
Ermita de la Damunt (Folgueroles), marc del poema de Verdaguer, on situa el seu desvetllament poètic.

- Una primera etapa, juvenil, que passa per les provatures en diversos gèneres, des de la poesia pastoril i amorosa de caràcter popular -d'influència mistraliana- fins a la humorística, de la qual queden poques mostres, com els Goigs de sant Taló. També, aquests primers anys, comença a escriure poesia religiosa i patriòtica. De fet, pàtria, fe i amor són els tres eixos dels Jocs Florals reinstaurats. Verdaguer guanyarà ben aviat, a frec dels vint anys, els seus primers guardons en aquest certamen literari amb les composicions A la mort d'en Rafel de Casanova i Els minyons d'en Veciana. Així mateix, és d'aquesta etapa el poema èpic Dos màrtirs de ma pàtria (1865). L'ordenació sacerdotal, el setembre de 1870, i el seu posterior vicariat a Vinyoles d'Orís, encaminen la producció verdagueriana cap a la poesia religiosa, sense abandonar la reivindicació patriòtica que mostraven les obres primerenques. El capellà-poeta continua, al mateix temps, treballant en L'Atlàntida, la seva primera obra major, que acabarà de redactar després de diverses aproximacions (el poema, inacabat i inèdit, Colom; L'Atlàntida enfonsada, i L'Espanya naixent, que presentà, sense èxit, el 1868, als Jocs Florals de Barcelona. Després d'un llarg i difícil procés de gestació, que acaba en cloure els seus viatges transatlàntics, Verdaguer presenta el poema als Jocs Florals de 1877 i rep el premi extraordinari de la Diputació de Barcelona, fet que el consagra com el millor poeta del seu temps.

[…] Arribam a la plaça. Que hermosa n'és, amb aquella bellugor de pantalons blaus i barretines vermelles i mocadors de carmesí! Apar un rosellar vermell en què amb los gallarets se barrejassen los cap-blaus i tots fossen moguts pel vent de marinada. Ells se tiren al remolí de les ballades i de seguit los veig giravoltar amb les que en mos dies bells havia vist a les espellofades. […] Totes ballaven sinó la del mas d'Heures, que, fent-me la rialla, semblava esperar-me. Un hereu de casa bona li feia l'aleta i semblava pregar-la de tirar-se al terbolí, però ella, com si no s'adonàs, se girava a mi i, amb una rialla, m'obria el llibre blanc del seu cor, en què jo, lo primer, podia escriure.

La segona etapa, de maduresa, és el moment de plenitud de Verdaguer com a poeta i eclesiàstic. Després de l'èxit esclatant de la seva primera obra èpica major, L'Atlàntida (amb un ampli reconeixement internacional, com ho demostren les nombroses traduccions del poema), Verdaguer entra, com a capellà de família, al palau Moja de la Rambla, propietat dels marquesos de Comillas. Comença per a l'autor una vida plena de comoditats, de reconeixements i d'èxits literaris, que culminaran amb la publicació del segon poema èpic major, Canigó, i amb la coronació a Ripoll, pel seu bisbe, "en nom de Catalunya". El gruix de la seva producció en prosa i en vers es concentra en aquests anys. Com a resposta als qui creien que la temàtica pagana, mitològica, sobre la qual se sosté L'Atlàntida, no era gaire adequada per a un capellà, Verdaguer publica l'any 1879 Idil·lis i cants místics, que el consagra com el poeta religiós més important del seu moment. Es tracta d'un recull de poemes breus, inspirats en la poesia dels grans escriptors místics, de Ramon Llull a sant Joan de la Creu. Segueixen Cançons de Montserrat i Llegenda de Montserrat, dos llibrets elaborats en el marc de les celebracions del Mil·lenari de Montserrat (1880). L'any 1883 publica l'oda A Barcelona, ciutat d'acollida del poeta, immersa en una transformació que havia començat amb l'enderrocament de les muralles, i amb el pla urbanístic d'Ildefons Cerdà, que culminarà amb l'Exposició Universal de 1888, any de publicació de Pàtria, recull de poesies patriòtiques. El 1889 publica Dietari d'un pelegrí a Terra Santa, zenit de la prosa del segle xix, fruit del seu viatge a Palestina i Egipte (1886), on s'albira el seu canvi espiritual.
Veus eixa mar que abraça de pol a pol la terra?
En altre temps d'alegres Hespèrides fou hort;
encara el Teide gita bocins de sa desferra,
tot braolant, com monstre que vetlla un camp de mort.
Aquí els titans lluitaven, allà ciutats florien;
pertot càntics de verges i música d'aucells;
ara en palaus de marbre les foques s'hi congrien
i d'algues es vesteixen les prades dels anyells.

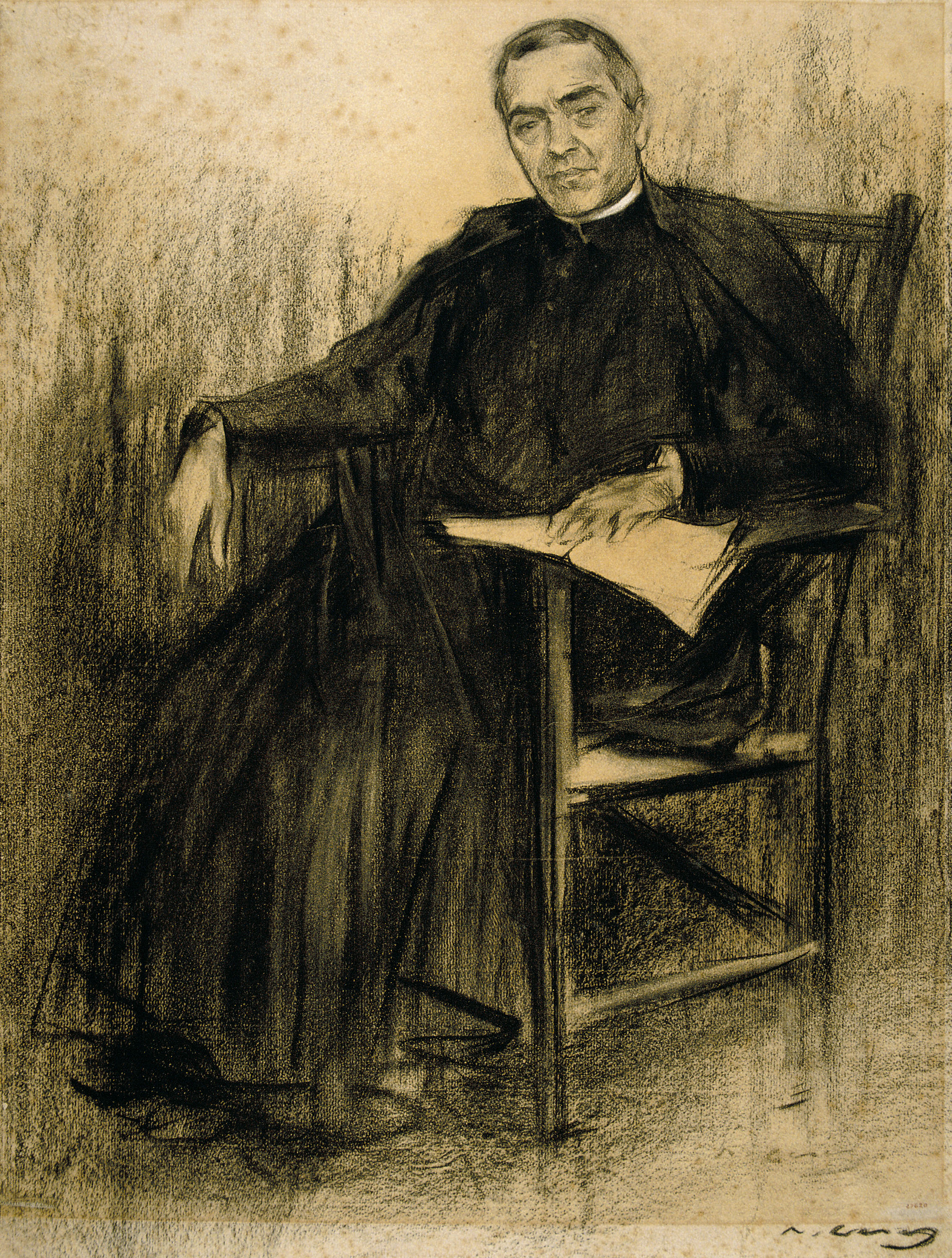
Verdaguer vist per Ramon Casas, MNAC

- Verdaguer vist per Ramon Casas, MNAC La tercera etapa, la de vellesa, coincideix amb la crisi religiosa i el conflicte canònic, i social, que se'n deriva. La poesia d'aquesta etapa es caracteritza pel conreu del poema breu de temàtica predominantment religiosa. Aquesta poesia fa un gir introspectiu, intimista, amb un clar sentiment d'enyorança del passat (la infantesa, concebuda com un paradís perdut), i un marcat anhel de transcendència. La crisi interior, derivada del viatge a Terra Santa, fa que la producció literària de Verdaguer faci una davallada; al mateix temps, el capellà augmenta la dedicació sacerdotal, orientada a les capes socials més vulnerables. Un altre motiu que afectarà la seva carrera literària serà la consciència de l'autor del desfasament de la seva poesia. El segle xix és el segle romàntic, però Verdaguer evidencia la força dels nous corrents estètics, i provarà de "modernitzar-se". Són interessants, en aquest darrer sentit, les seves reflexions metapoètiques en composicions com Què és la poesia? o Vora la mar, en què elucubra sobre el seu desig d'escriure versos immortals: Per què, per què, enganyosa poesia / m'ensenyes de fer móns? Entre 1890 i 1893, publica la trilogia sobre la infància de Jesús: Natzaret (1890), Betlem (1891) i La fugida a Egipte (1893), que correspon al període de reclusió al santuari de la Gleva, a la Plana de Vic. L'any 1894 publica Roser de tot l'any, dietari de pensaments religiosos. L'any següent, abandona la Gleva i s'instal·la a Barcelona a casa de la família Duran i, després d'un expedient per insubordinació obert pel seu bisbe, és suspès a divinis. Verdaguer es vindicarà amb la publicació en la premsa de dues sèries d'articles, avui recollides sota el títol En defensa pròpia. Són d'aquest moment els llibres Sant Francesc (1895) i Flors del calvari (1896), amb poemes de caràcter autobiogràfic, en què el poeta vessa el seu dolor, el seu patiment i la seva ràbia. Aquest malestar l'acosta a les classes populars i a l'esperit dels joves modernistes: el "cas" o "drama" de Verdaguer, com en van dir els seus coetanis, inspirarà un jove Santiago Rusiñol per escriure el drama El místic (1903). La rehabilitació sacerdotal del poeta, el febrer de 1898, l'esperonarà a emprendre nous projectes: dirigeix revistes literàries, com La Creu del Montseny i Lo Pensament Català; participa en Jocs Florals (Lleida) i certàmens literaris (Berga, la Bisbal, Sarrià), i publica els reculls poètics Aires del Montseny (1901) i, poc abans de morir, Flors de Maria (1902).

Veieu-me aquí, Senyor, a vostres plantes,
despullat de tot bé, malalt i pobre,
de mon no-res perdut dintre l'abisme.
Cuc de la terra vil, per una estona
he vingut en la cendra a arrossegar-me.
Fou mon bressol un gra de polsinera,
i un altre gra serà lo meu sepulcre.
Voldria ser quelcom per oferir-vos,
però Vós me voleu petit i inútil,
de glòria despullat i de prestigi.

#### Joventut
- 1860: poesia popular, d'influència tardobarroca, i poesia culta d'inspiració neoclàssica.
- 1863: poesia de caire amorós: Amors d'en Jordi i na Guideta (publicat, pòstumament, el 1924); Jovenívoles. Primeres poesies d'un "Fadrí de muntanya" (publicat pòstumament, el 1925, per Francesc Matheu.[41]
- 1865: guanya les primeres distincions als Jocs Florals de Barcelona. Publica el seu primer poema major: Dos màrtirs de ma pàtria, o siga Llucià i Marcià.
- 1871: Noves cançons de Nadal.
- 1873: premis als Jocs Florals per les poesies Plor de la tórtora i La batalla de Lepant.
- 1876: després de nou viatges per l'Atlàntic, conclou la seva primera obra èpica major, L'Atlàntida. La presenta als Jocs Florals de l'any següent, i guanya el premi extraordinari de la Diputació de Barcelona.

#### Maduresa
- 1878: L'Atlàntida es publica, en versió definitiva, corregida per l'autor, que dedica el poema al seu mecenes, el primer marquès de Comillas, que es fa càrrec dels costos de l'edició. Conté la traducció castellana del poema per Melcior de Palau, amb un dibuix a la coberta de Lluís Domènech i Montaner.
- 1879: publica Idil·lis i cants místics, amb pròleg de Manuel Milà i Fontanals.
- 1880: és proclamat Mestre en Gai Saber amb la poesia La barretina, dedicada al pintor olotí Joaquim Vayreda. Publica Cançons de Montserrat i Llegenda de Montserrat.
- 1883: l'oda A Barcelona és premiada als Jocs Florals. L'Ajuntament de la ciutat en fa un tiratge de cent mil exemplars, en bona part destinats a les escoles.
- 1885: Publica Caritat, destinat als damnificats del terratrèmol d'Andalusia de l'any anterior. Publica la versió catalana de Nerto, poema provençal de Frederic Mistral.
- 1886: Publica Canigó. Llegenda pirenaica del temps de la Reconquista, segon poema èpic major de l'autor.[42]
- 1887: El seu editor i amic Francesc Matheu publica Excursions i viatges, el primer llibre del gènere en català. (Inclou Excursió a l'alt Pallars, Records de la costa d'Àfrica, A vol d'ocell. Apuntacions d'un viatge al centre i nord d'Europa i L'ermita del Mont). Publica Lo somni de sant Joan.
- 1888: Publica Pàtria, amb pròleg de Jaume Collell.
- 1889: Publica Dietari d'un pelegrí a Terra Santa, considerat un dels millors llibres en prosa del segle xix, en què s'entreveu la crisi espiritual del capellà-poeta.

#### Darrers anys. Vellesa
- 1893: Reclòs al santuari de la Gleva (Osona), completa la trilogia sobre la minyonia de Jesús amb La fugida a Egipte.
- 1894: apareix Roser de tot l'any, dietari de pensaments religiosos
- 1895: publica Sant Francesc i, a finals d'any, Flors del Calvari. A l'agost envia al director d'El Noticiero Universal un "Comunicat", en el qual fa conèixer la seva situació personal a l'opinió pública de Barcelona, i publica a La Publicitat la primera sèrie d'articles "En defensa pròpia" (Un sacerdot calumniat).
- 1897: Publica, al mateix diari, la segona sèrie d'articles "En defensa pròpia" (Un sacerdot perseguit).
- 1898: Apareix Montserrat. Llegendari, cançons, odes, recull de les composicions de tema montserratí.
- 1901: Publica Aires del Montseny, un aplec de poesies que tenen per tema la infantesa i la Plana de Vic. Estrena, al Teatre Líric Català, el quadre escènic L'adoració dels pastors, amb música d'Enric Morera.
- 1902: Publica Flors de Maria, darrera obra poètica publicada en vida.

#### Obra pòstuma
Verdaguer va deixar gairebé enllestits els llibres Al cel (1903), Eucarístiques (1904), Càntic dels càntics (1907), Perles del llibre d'Amic e Amat (1908), i un recull botànico-poètic publicat amb el títol de Brins d'espígol. Els editors també van compilar l'obra dispersa i l'obra de joventut del poeta, abandonada per Verdaguer en començar a exercir de capellà, com és el cas de Jovenívoles, recull de poesia amorosa publicat per Francesc Matheu el 1924 i, en edició crítica, per Narcís Garolera, el 1996. El mateix any Garolera publicà Poesies juvenils inèdites de Jacint Verdaguer. L'editorial Barcino ha publicat l'epistolari verdaguerià en onze volums (1959-93).

## Llegat

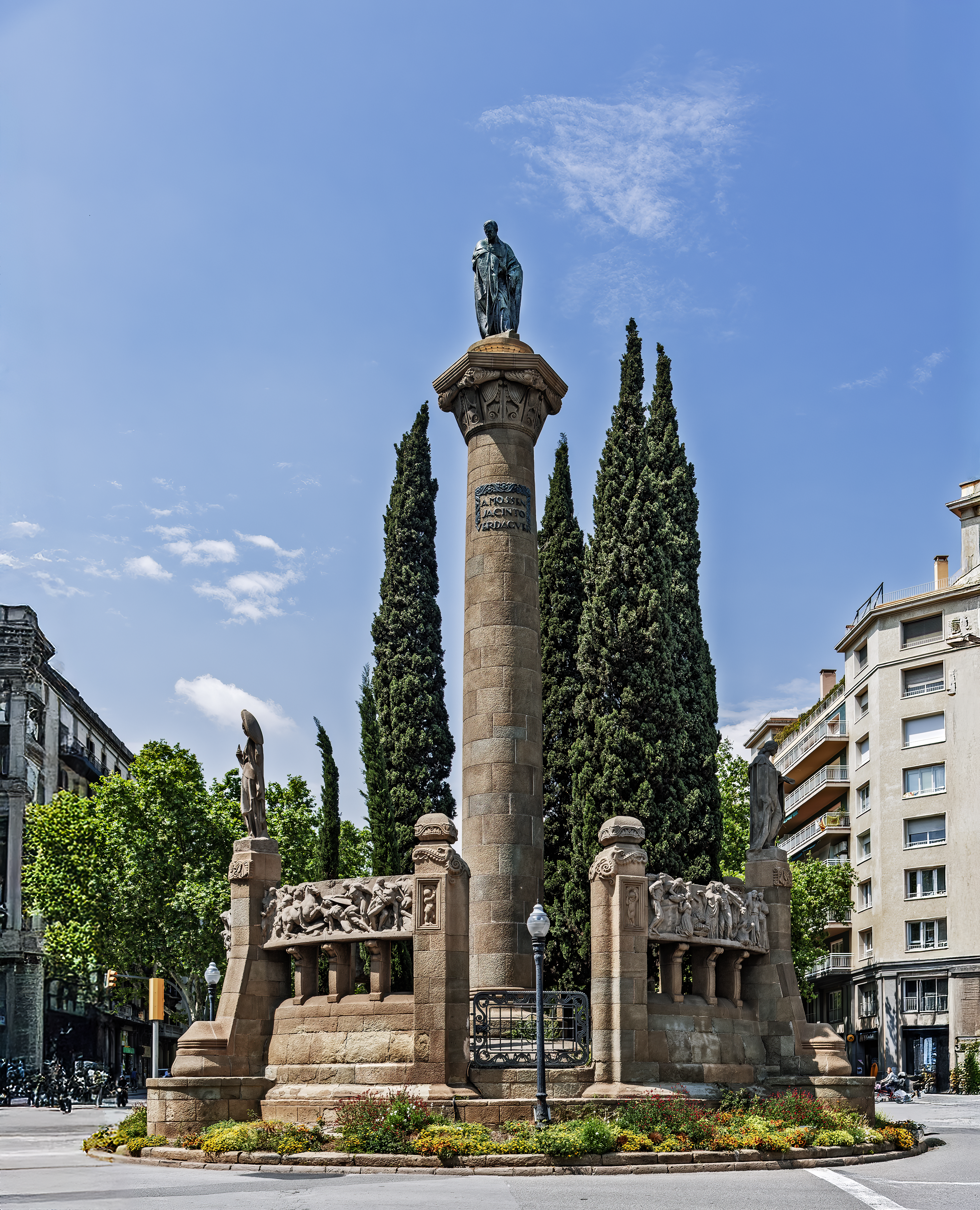
Monument a Verdaguer, a la cruïlla de l'avinguda Diagonal i el passeig de Sant Joan

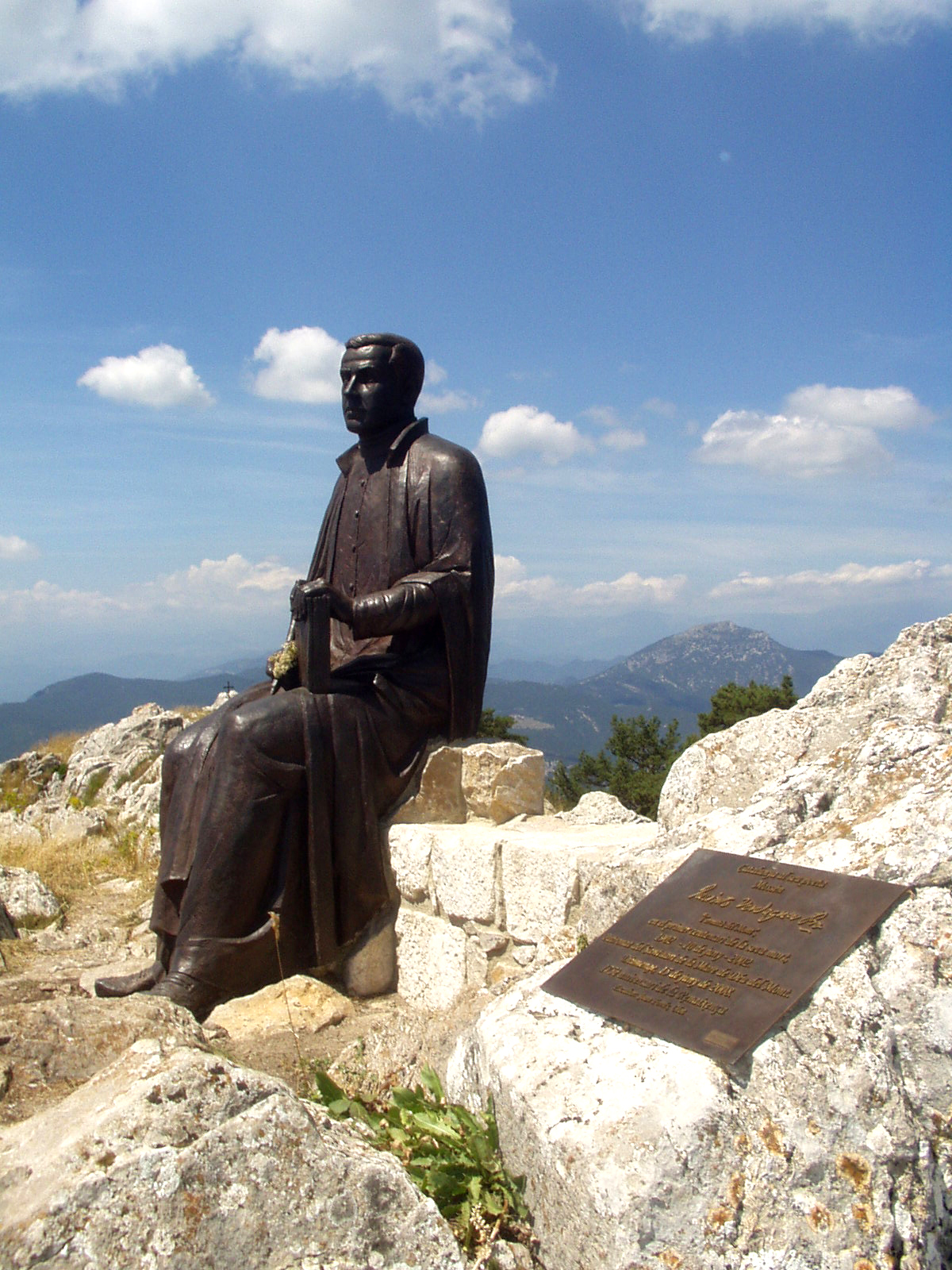
Monument dedicat a Jacint Verdaguer al cim de la Mare de Déu del Mont de l'artista olotí Joan Ferrés.

El contínuum popular de Jacint Verdaguer es fa palès en el fet que és una de les personalitats històriques que té més carrers i monuments dedicats arreu de Catalunya. Segons la base de dades dels noms de carrers, de 2021, a Catalunya hi ha més de 400 carrers o places dedicats a Verdaguer.
A Barcelona, la figura de Verdaguer hi va rebre un culte pòstum immediatament després de la seva mort. Algunes iniciatives van tenir com a objectiu i resultat la creació de llocs de memòria on el poeta seria recordat i homenatjat. Entre aquests primers memorials a la capital de Catalunya hi trobem la tomba del poeta, que es converteix immediatament en un lloc de veneració i pelegrinatge recurrent, la instal·lació de la Sala Verdaguer al Museu d’Art Decoratiu i Arqueològic (1903) o l’ingrés del seu retrat a la Galeria de Catalans Il·lustres (1906). També altres iniciatives igualment significatives, com la de la col·locació del seu retrat a la Galeria d’Excursionistes Catalans Il·lustres del Centre Excursionista de Catalunya, o la làpida de marbre instal·lada en un dels murs de l’estació superior del funicular. És també en aquests anys quan es planteja l’erecció del gran Monument a Mossèn Jacint Verdaguer a la capital barcelonina que, tanmateix, no és inaugurat fins al 1924.
- L'any 1908 s'inaugura a Folgueroles el monument, o "pedró", de Verdaguer, obra de l'arquitecte modernista vigatà Josep Maria Pericas, esculpit amb pedra de Folgueroles, pagada per la gent del poble i treballada de franc pels seus picapedrers.
- L'any 1917 se celebra el cinquantenari del naixement de l'Esbart de Vic amb la inauguració d'un pedró monument a la font del Desmai. Els noms dels integrants hi figuren, gravats: Jacint Verdaguer, Jaume Collell, Josep i Francesc Masferrer, Marian Campà, Antoni d'Espona, Martí Genís, Josep Salarich, Pere Andreu i Josep Serra i Campdelacreu.
- L'any 1952 se celebra el cinquantenari de la mort de Verdaguer. A Folgueroles s'inaugura l'espai dedicat al poeta anomenat "Racó de Mossèn Cinto", amb el relleu El sembrador, de Manolo Hugué, esculpit l'any 1945. El 21 d'octubre del mateix any, s'inaugura un mirador anomenat "de Mossèn Cinto", prop del cim de Sant Jeroni, a Montserrat.[53] El pic Verdaguer, proper a la Pica d'Estats, va ser batejat l'any 1983 en honor del poeta.[53]
- El 1962 l'Ajuntament de Barcelona decidí convertir la Vil·la Joana, a Vallvidrera, on va morir el poeta, en un museu dedicat a la seva memòria.
- El 1995 amb motiu del 150è aniversari del naixement del poeta, s'erigí a Folgueroles l'escultura de Pablo Palazuelo L'Àlbula, dedicada a la poesia. Se n'instal·là una d'igual al l'era del museu de la Vil·la Joana, a Vallvidrera.[54]
- L'any 2002, amb motiu del centenari de la seva mort, se celebraren actes commemoratius arreu de Catalunya, en especial a Folgueroles, el seu poble natal, on destaca la Signatura Verdaguer de Perejaume. La Signatura forma part del projecte De com posar Verdaguer a Folgueroles, realitzat per l'artista amb motiu de la celebració del centenari de la mort del poeta. La intervenció de l'artista consistí en l'allerament del torrent del poble, al seu pas per la font Trobada, amb el traç de la signatura del poeta; en clavar -als caps del terme municipal- quatre claus fiters que duen gravat a la cabota “terme real i Verdaguer de Folgueroles”. I en la distribució de 70 lectors per tot el terme municipal, un dia a la tarda, durant dues hores, que van llegir simultàniament tota l'obra de Verdaguer.[55] El mateix any li fou dedicat l'asteroide (38671) Verdaguer, descobert per l'astrònom tortosí Jaume Nomen i Torres al seu observatori de l'Ametlla de Mar.
- L'any 2006 es va inaugurar a Vic una escultura, encarregada amb motiu del centenari de la mort de Verdaguer el 2002, de l'artista valencià Andreu Alfaro, de 26 metres d'alçada i set tones de pes. Simbolitza Verdaguer amb sotana.
- El 2008 es va inaugurar a la Mare de Déu del Mont l'escultura en bronze, d'uns dos metres d'alçada, dedicada a Mossèn Cinto, obra de l'artista olotí Joan Ferrés.

## Patrimoni i rutes literàries

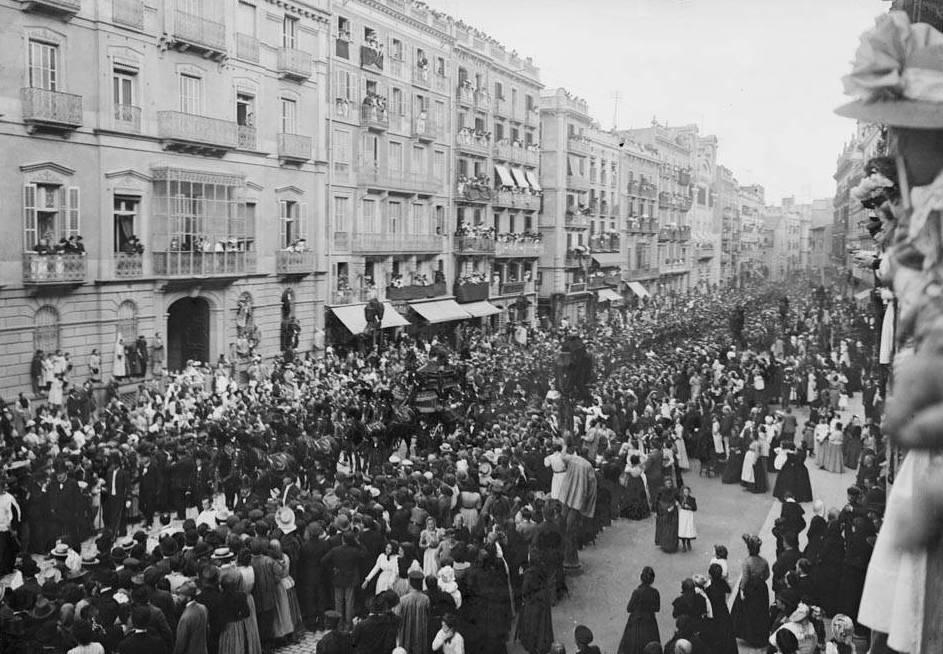
Enterrament de Jacint Verdaguer a Barcelona

- Casa-museu Verdaguer, situada a Folgueroles, al carrer Major, número 7, és propietat de la Fundació Verdaguer. És on el poeta visqué els primers anys de la seva vida. Hi ha plafons que permeten conèixer la vida i l'obra de l'autor, així com objectes que mostren la seva vida quotidiana. S'hi fan exposicions temporals sobre diversos aspectes de Verdaguer. S'hi ofereixen diverses rutes literàries relacionades amb l'autor, perquè el públic pugui tenir una visió més àmplia del món de Verdaguer. Les rutes que ofereix són:
- Verdaguer. La mirada del poeta, dividida en tres:

La ruta Verdaguer a la ciutat de Vic, que surt de l'oficina de Turisme, s'atura a la plaça del Mercadal i passa també pel carrer de Verdaguer. Continua per diversos punts del nucli antic, i posa èmfasi en la visita a la col·lecció del Museu Episcopal de Vic, per acabar al mateix punt de sortida.
La ruta Verdaguer a Folgueroles s'atura en onze punts relacionats amb el poeta, com ara la Casa-Museu, les cases familiars, l'església i alguns altres indrets d'interès paisatgístic. L'itinerari acaba a l'ermita de la Damunt.
La ruta Verdaguer per la Plana de Vic s'inicia a la Casa-Museu, passa pel centre de Folgueroles i es visiten els camps que conreava el pare de Verdaguer, la font del Desmai i l'ermita de Sant Jordi.
- Verdaguer a la Gleva: entre el geni poètic i el sacerdot: ruta per Vinyoles d'Orís i la Gleva. Aquesta ruta comença davant del santuari de la Gleva, al municipi de Masies de Voltregà. A part de la visita al temple i la cripta, els usuaris tenen accés a la cambra on el poeta va escriure En defensa pròpia.
- Guilleries, terra de foc: excursió per les Guilleries.
- Paisatges escrits a la Plana de Vic, Verdaguer i Martí Pol: la Casa-Museu de Folgueroles és el punt d'inici d'aquesta ruta, que acaba a Roda de Ter. Se segueix el camí de les antigues fabricantes, és a dir, aquell camí que feien les dones que treballaven a les indústries tèxtils de Roda de Ter. En aquesta ruta es parla dels dos autors de la comarca.

- Càtedra Verdaguer d'estudis literaris a la Universitat de Vic: fa recerca i pretén divulgar la literatura catalana en general i, més en concret, la de Jacint Verdaguer i altres autors de la comarca d'Osona.
- Casa Verdaguer de la literatura (MUHBA): situada a vil·la Joana, a Vallvidrera (Barcelona), en una masia del segle xix. Aquí, on va morir l'escriptor, es poden visitar les estances, que s'han mantingut intactes i, per mitjà d'aquesta aproximació física, fer un pas més per entendre la vida i obra de Verdaguer mitjançant imatges i documents. La Casa Verdaguer ofereix també una ruta literària:
- Altures i senderes: Verdaguer i Maragall diuen Barcelona. Ruta que va des de Montjuïc al Tibidabo. L'itinerari s'atura en set punts entre muntanya i ciutat, representatius en la trajectòria literària d'aquests dos autors.
- Hi ha també la Ruta Verdaguer al Canigó:, que proposa l'ascensió al cim del massís. Es puja per la cresta de Barbet i es baixa pel pic Jofre. Aquest itinerari segueix l'argument del poema Canigó, i es pot trobar en català i en francès.

## Fons personal
El gruix del fons de Jacint Verdaguer es conserva a la Biblioteca de Catalunya, on va ingressar a partir de la compra de la seva biblioteca personal, i de diferents donatius i compres (comte de Lavern, Salvador Babra, Josep Maria Fondevila, Amadeu Guri, etc). Inclou manuscrits de les seves obres, documentació personal, correspondència i material annex.
A l'Arxiu Històric de la Ciutat de Barcelona es conserva també documentació personal de Jacint Verdaguer, ingressada el 16 de març de 1945 procedent de vil·la Joana, la casa on va morir. Conté tres tipologies principals de documents: autògrafs, impresos i fotografies. En la col·lecció d'autògrafs, onze llibretes i prop de dos-cents documents solts, es troben ordenats per temes, manuscrits i esborranys dels seus llibres. L'apartat d'impresos l'integren: goigs, cobles, himnes, càntics, cançons de Nadal, cançons de bressol i partitures musicals, ordenats també per temes. Una vuitantena d'imatges, amb retrats dedicats i/o signats, fotografies de llocs i ambients relacionats amb la vida i l'obra de Verdaguer, així com l'àlbum “El Vanadis”, nom del iot llogat l'any 1883 pel marqués de Comillas, a bord del qual Verdaguer realitzà un creuer per la Mediterrània acompanyat de diversos membres i amics de les famílies López-Güell, conformen el tercer gran apartat del fons.